# Fortezza di Trento
La Fortezza di Trento (Festung Trient in tedesco) è la cinta fortificata costruita attorno alla città di Trento a partire dal 1860 e strategicamente attiva fino al suo scioglimento avvenuto nel 1916.
Lo scopo della fortezza era far fronte alle minacce che il neonato Regno d'Italia poteva portare verso Trentino e Sud Tirolo nella seconda metà del XIX secolo. Queste province rappresentavano infatti un saliente austriaco in territorio italiano e la città di Trento era uno snodo cruciale nella strategia dell'Impero asburgico per la difesa del suo confine meridionale. Le prime fortificazioni (1860 - 1864) si concentrarono a ovest della città per bloccare eventuali avanzate dalla Lombardia appena acquisita dal Regno d'Italia. Le successive, dopo che il Veneto divenne territorio italiano, provvidero a coprire le altre possibili direttrici d'attacco. In questo caso si tratta di fortificazioni a carattere permanente. Prima dello scoppio della prima guerra mondiale, la fortezza subì un drastico riordino e rafforzamento per adeguarla alle esigenze della guerra moderna. Le opere permanenti, considerate antiquate, furono disarmate e vennero realizzate numerose e moderne fortificazioni campali tutto intorno alla città. Venendo meno ogni minaccia dopo l'allontanamento e il consolidamento del fronte a seguito della Frühjahrsoffensive, la Fortezza di Trento fu dismessa e i suoi armamenti trasferiti in settori ritenuti più importanti.
Con il termine "Città Fortezza" si intendono anche tutte le conseguenze che lo status di "Fortezza" e di snodo cruciale del fronte dolomitico hanno avuto sul tessuto urbano e sociale sulla città di Trento durante tutto il corso della prima guerra mondiale.

## Introduzione
L'importanza strategica della città di Trento e del suo territorio risulta evidente una volta esaminata la geografia del Trentino. Infatti, non solo la città è posta lungo la più importante via di comunicazione tra il lombardo-veneto e il cuore dell'Impero austro-ungarico, ma rappresenta anche il punto di convergenza delle più importanti valli trentine. Quindi, essendo il fronte meridionale ben protetto dalle Fortezze del Quadrilatero (costituito dalle città di Legnago, Mantova, Peschiera e Verona), eventuali minacce sarebbero venute da chi avesse deciso di aggirarlo tagliando in due la valle dell'Adige provenendo da est (Valsugana) o da ovest (Val di Sole, Val di Non e Giudicarie) per interrompere i rifornimenti alle truppe austriache in Veneto. Anche in caso di avanzate da sud, la città rappresentava uno sbarramento fondamentale tra la pianura italiana e le valli del Danubio. Queste caratteristiche fecero sì che, nella seconda metà del XIX secolo, Trento venisse trasformata in città fortezza con la progressiva edificazione di un anello continuo di forti e sbarramenti tutto intorno alla città.
La prima manifestazione della vulnerabilità militare del Trentino avvenne nel 1703 quando, durante la guerra di successione spagnola, il generale Vendôme decise di minacciare l'Austria con un'avanzata attraverso il Trentino e il Tirolo. Sconfitti gli austriaci su Monte Baldo, le truppe francesi si spinsero fino a Trento assediandola e bombardandola per 10 giorni tra il 2 e il 12 settembre 1703. Anche in età napoleonica, l'importanza strategica della città era risultata chiara durante la Campagna d'Italia (1796-1797) ed è proprio a quel periodo che risalgono i primi progetti per la trasformazione di Trento in piazzaforte elaborati dallo Stato Maggiore asburgico. Ciò nonostante, l'annessione al Regno di Baviera (1805) e al Regno d'Italia napoleonico (1810) e la successiva restaurazione con l'annessione di tutto il lombardo-veneto all'Impero austriaco (Congresso di Vienna - 1815) interruppero ogni proposito di fortificazione della regione. Negli anni seguenti, limitazioni finanziarie e lo scarso interesse dei regnanti asburgici vanificarono la concretizzazione di ogni progetto di fortificazione in Trentino.

Tuttavia, serie minacce si palesarono a partire dal 1848 quando il Trentino, privo di difese militari, cominciò a suscitare l'interesse dei patrioti italiani. Nel corso dei moti del 1848 i Corpi franchi del generale Antonio Arcioni assediarono Castel Toblino e occuparono Vezzano e Padergnone dopo essere risaliti dalle Giudicarie. Altri scontri ebbero luogo nelle valli di Non e di Sole. La perdita della Lombardia a seguito della seconda guerra di indipendenza (1859-1860) rappresentò una nuova minaccia in quanto le truppe del neonato Regno d'Italia sarebbero potute facilmente penetrare in Trentino una volta superato il confine privo di difese. Fu il maggiore generale Johann Karl von Huyn (1812-1888) a delineare un primo piano di difesa che prevedesse una prima linea di sorveglianza lungo il confine (Stelvio, Tonale, Giudicarie, ecc...) e una seconda linea arretrata più vicina a Trento a protezione della valle dell'Adige (Sbarramento Bus de Vela, blockhaus Doss di Sponde, sbarramento Rocchetta). Paradossalmente, la via del passo del Tonale fu fortemente voluta dal maresciallo Radetzky per migliorare i collegamenti tra il Trentino e la Lombardia in mano austriaca ma adesso rappresentava una nuova possibile via di invasione. Questi sbarramenti servivano anche per proteggere la neonata linea ferroviaria della Sudbahn (l'attuale ferrovia del Brennero) che rappresentava la principale via di approvvigionamento per le fortezze del Quadrilatero.

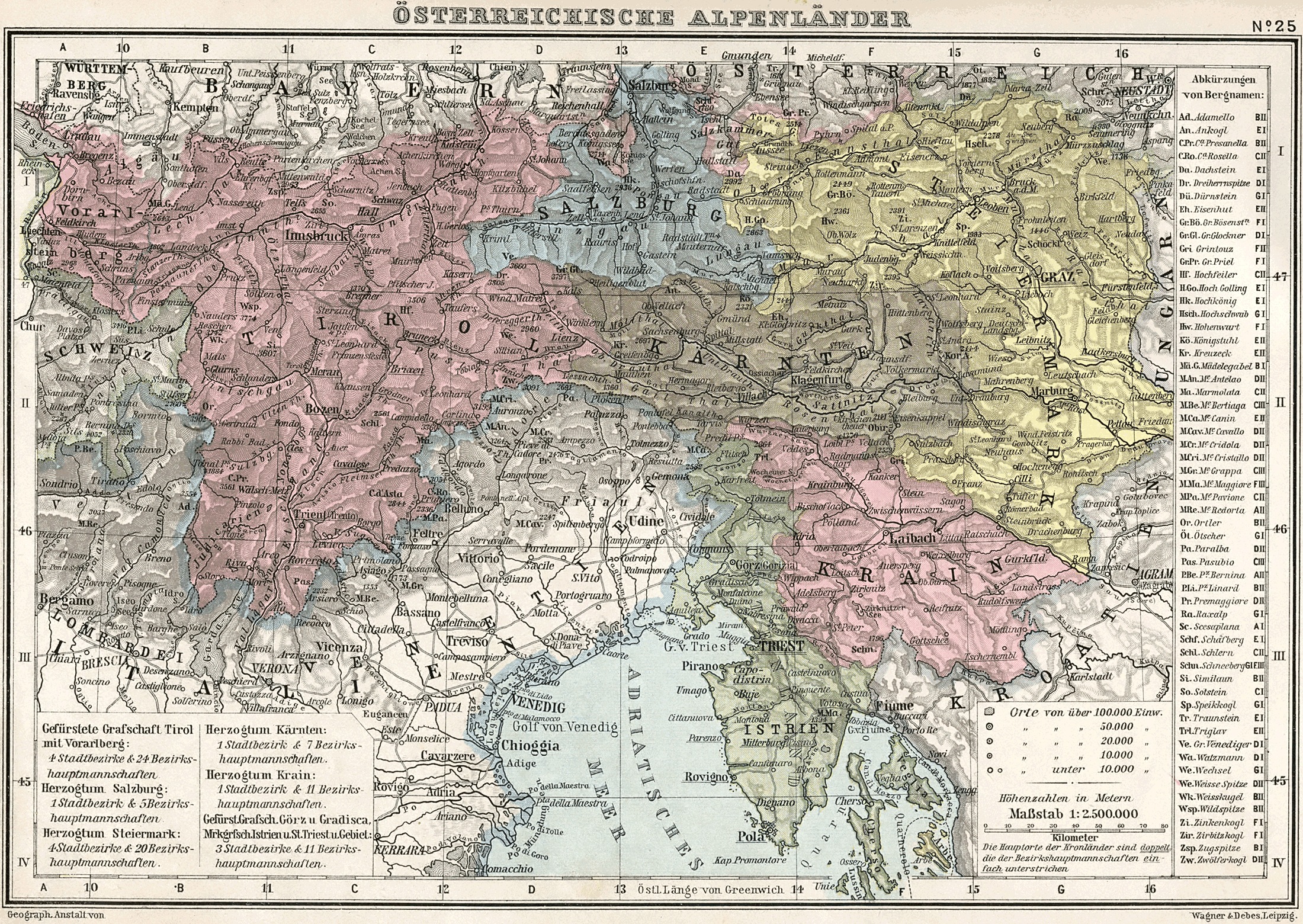
Le province alpine dopo la Terza Guerra di Indipendenza.

Tuttavia, la Terza guerra d'indipendenza italiana del 1866 portò nuove minacce al Trentino. Infatti, alleatosi l'8 aprile dello stesso anno con la Prussia di Otto von Bismarck che mirava a scatenare una guerra per conquistare l'egemonia sulla Confederazione germanica ai danni dell'Austria, il Regno d'Italia ambiva ad impegnare gli asburgici su un secondo fronte per conquistare il Veneto e completare l'Unità mentre il grosso delle truppe austriache era impegnato a nord. Nonostante ciò, la sconfitta di Custoza pose un freno alle ambizioni del Regno che fermò ogni operazione militare per riorganizzare l'esercito. Questo atteggiamento remissivo spinse gli alleati prussiani a lamentarsi per la condotta di una guerra che non distoglieva più truppe austriache dal fronte boemo. Ad aggravare la situazione, il 5 luglio venne reso pubblico un accordo segreto siglato alla viglia della guerra tra Napoleone III e Francesco Giuseppe in cui si affermava che il Veneto sarebbe stato ceduto all'Italia tramite l'intercessione del sovrano francese indipendentemente dall'esito del conflitto.
Per tener fede all'alleanza italo-prussiana, scongiurare ogni accusa di tradimento e legittimare con le armi la cessione del Veneto, a metà luglio i generali italiani ripresero l'iniziativa tentando anche di assicurarsi Trento e Trieste. Inoltre, dopo la sconfitta degli imperiali a Sadowa il 3 luglio, la quasi totalità delle truppe austriache di stanza in Italia era stata mandata di rinforzo alle armate impegnate conto la Prussia, creando una congiuntura favorevole ad una nuova offensiva italiana. Solo il Trentino e il Quadrilatero rimasero guarniti. Il piano per assicurarsi Trento consisteva nell'invadere il Trentino a ovest con il corpo dei volontari garibaldini che avrebbero dovuto ricongiungersi con le truppe regolari del generale Giacomo Medici che avanzavano in contemporanea da est dopo aver liberato alcune delle maggiori città del Veneto al seguito del corpo di spedizione del generale Cialdini. I garibaldini penetrarono nelle Giudicarie occupando Storo e in seguito sconfiggendo gli austriaci a Bezzecca in Valle di Ledro. Ad est invece la divisione guidata dal generale Medici sconfisse gli austriaci a Primolano, Borgo Valsugana e Levico riuscendo a raggiungere Pergine e Valsorda da dove si scorgeva dall'alto la città di Trento. Tuttavia, il 22 luglio la Prussia siglò una tregua con l'Austria che presagì all'armistizio di Nikolsburg. Perso quindi l'appoggio della Prussia che non aveva intenzione di umiliare l'Austria né inimicarsi la Francia opponendosi ai suoi accordi con Francesco Giuseppe, l'Italia du costretta a chiedere a sua volta una tregua a inizio agosto perché centinaia di migliaia di soldati austriaci stavano accorrendo in soccorso alle poche truppe rimaste in Veneto. La prospettiva di un nuovo scontro con l'esercito imperial-regio al completo spinse i generali italiani ad interrompere le operazioni militari in Trentino e a ritirarsi secondo i termini dell'armistizio di Cormons che non riconosceva alcuna conquista militare all'Italia che ottenne il Veneto solo dopo che questo fu ceduto alla Francia.

La guerra del 1866 palesò quindi la vulnerabilità di Trento soprattutto da oriente, un fronte quantomai importante in quanto il Trentino rappresentava ora un saliente austriaco in territorio italiano. Questo diede quindi il via alla realizzazione definitiva della Fortezza di Trento con un anello continuo di forti, batterie e blockhaus intorno alla città e che integrava le fortificazioni già esistenti come lo sbarramento del Bus de Vela e lo sbarramento Rocchetta. L'anello della fortezza di Trento avrebbe rappresentato la retroguardia della cinta fortificata al confine con l'Italia e avrebbe dovuto fermare un'eventuale avanzata italiana nel caso i forti di confine non fossero stati in grado di contenere le truppe nemiche. 

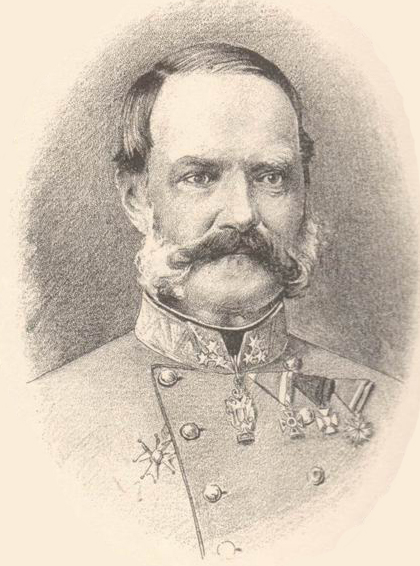
Il maggiore generale Johann Karl von Huyn (1812-1888) primo a pianificare ed eseguire concretamente lavori di fortificazione in Trentino.

Dopo la guerra del 1866, il piano di fortificazione di Trento fu avviato sulla base dei memoriali di von Hyun e del Feldmaresciallo e ministro della guerra Franz Kuhn von Kuhnenfeld (1817-1896), che all'epoca del conflitto aveva comandato sul campo le truppe austriache contro il corpo di spedizione di Medici, che prevedeva la realizzazione di sbarramenti difensivi da passo dello Stelvio alla valle di Sesto, con due piazzeforti, una a Trento e una a Bressanone-Fortezza. Per questo, nel 1867 il ruolo di direttore delle costruzioni fortificate del Tirolo meridionale fu assegnato al colonnello Daniel von Salis-Soglio (1826-1919), già direttore del genio militare di Graz. Tuttavia, la cronica mancanza di fondi della duplice monarchia ostacolò pesantemente i piani di Salis-Scoglio che riuscì a realizzare solo lo sbarramento di Civezzano. Tra il 1878 e il 1882 i lavori di fortificazione ripresero per mano del comandante militare del Tirolo tenente feldmaresciallo Franz von Thun und Hohenstein (1826-1888). Ancora una volta i lavori furono influenzati dalle scarse risorse economiche a disposizione e inizialmente si realizzarono solo poche fortificazioni campali nei dintorni della città. Più tardi, mezzi finanziari più consistenti permisero la realizzazione una serie di opere permanenti di carattere leggero, realizzate in pietra e in nome della massima economia di spesa, battezzate già dai contemporanei come forti in stile trentino (Trentiner Stil).
A partire dal 1881, anno in cui divenne direttore generale del genio militare di Innsbruck, il generale Julius Vogl (1831-1900) avviò una nuova serie di revisioni dei piani di fortificazione anche sulla base della nuova teoria del minimo sacrificio territoriale che lui stesso propugnava. Questa teoria prevedeva di fermare il nemico direttamente ai confini, senza lasciare che questo conquistasse terreno fino ad arrivare alle fortezze trasformando queste in snodi di approvvigionamento e smistamento di truppe e materiali. Tuttavia, venuta meno la realizzazione di sbarramenti di confine in Vallagarina e Valsugana, si scelse di costruire più a ridosso della città di Trento. Questo portò alla realizzazione dei forti Romagnano e Mattarello a sud della città per compensare la mancata realizzazione di sbarramenti a sud di Rovereto. A est venne invece realizzato lo Sperre Tenna in Valsugana (forti Tenna e Col de le Bene) tra i laghi di Levico e Caldonazzo.

## Opere permanenti (1860 - 1900)

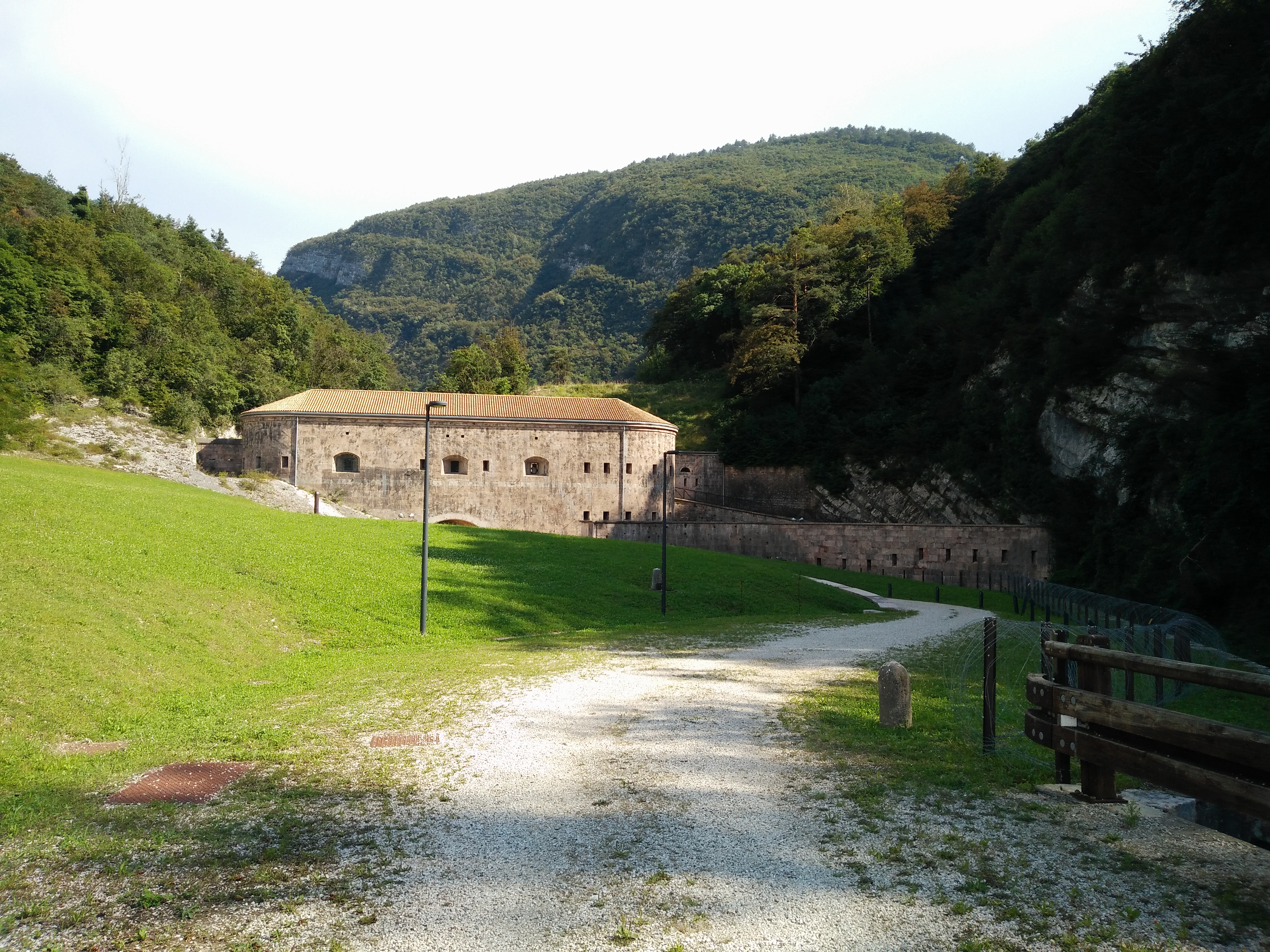
Lo Sbarramento del Bus de Vela come appare oggi dopo i lavori di restauro conclusi nel 2008. Il recupero dello sbarramento ha anche interessato l'area antistante alla struttura per riportarla all'aspetto che aveva prima della rettifica della vecchia strada provinciale.

L'opera di fortificazione della città di Trento tra il 1860 e il 1900 portò alla realizzazione di almeno una ventina di opere permanenti tra forti, batterie, blockhaus e tagliate stradali dislocate tutto intorno alla città. La necessità di distinguere tra le fortificazioni permanenti e fortificazioni campali serve anche a separare le opere costruite fino al 1900 da quelle realizzate successivamente ed inquadrate nell'ammodernamento della Fortezza di Trento in vista dell'imminente guerra contro l'Italia. Da un punto di vista delle definizioni, il termine italiano forte risulta piuttosto vago ed è oggi usato per descrivere le opere di fortificazione più diverse. Al contrario, il Genio militare di Vienna risultava piuttosto rigoroso nelle definizioni e assegnava a ogni opera ad una tipologia ben precisa usando poche ma chiare denominazioni: tutte le fortificazioni costruite fino al 1915 venivano definite come Werke, Batterien, Blockhauser; tutte le altre fortificazioni erano classificate come sbarramenti (Sperren). Con questi quattro termini si definiscono esclusivamente le fortificazioni che erano inserite nella lista ufficiale della direzione centrale del Genio militare e che venivano identificate per nome (es. Werk San Rocco, Batterie Martignano, Blockhaus Mandolin, Sperre Bus de Vela, ecc...). Con l'ammodernamento della fortezza di Trento, ad iniziare dalla primavera 1915, tutte le vecchie opere permanenti vennero disarmate e le loro armi assegnate a nuove fortificazioni campali che sarebbero state identificate in seguito come capisaldi, batterie sostitutive, ecc... Le opere furono permanenti furono realizzate in differenti lassi temporali che possono essere suddivisi in 4 periodi ciascuno dei quali corrisponde all'avvicendarsi di un nuovo direttore dei lavori di fortificazione.

### Primo periodo (1860 - 1864)

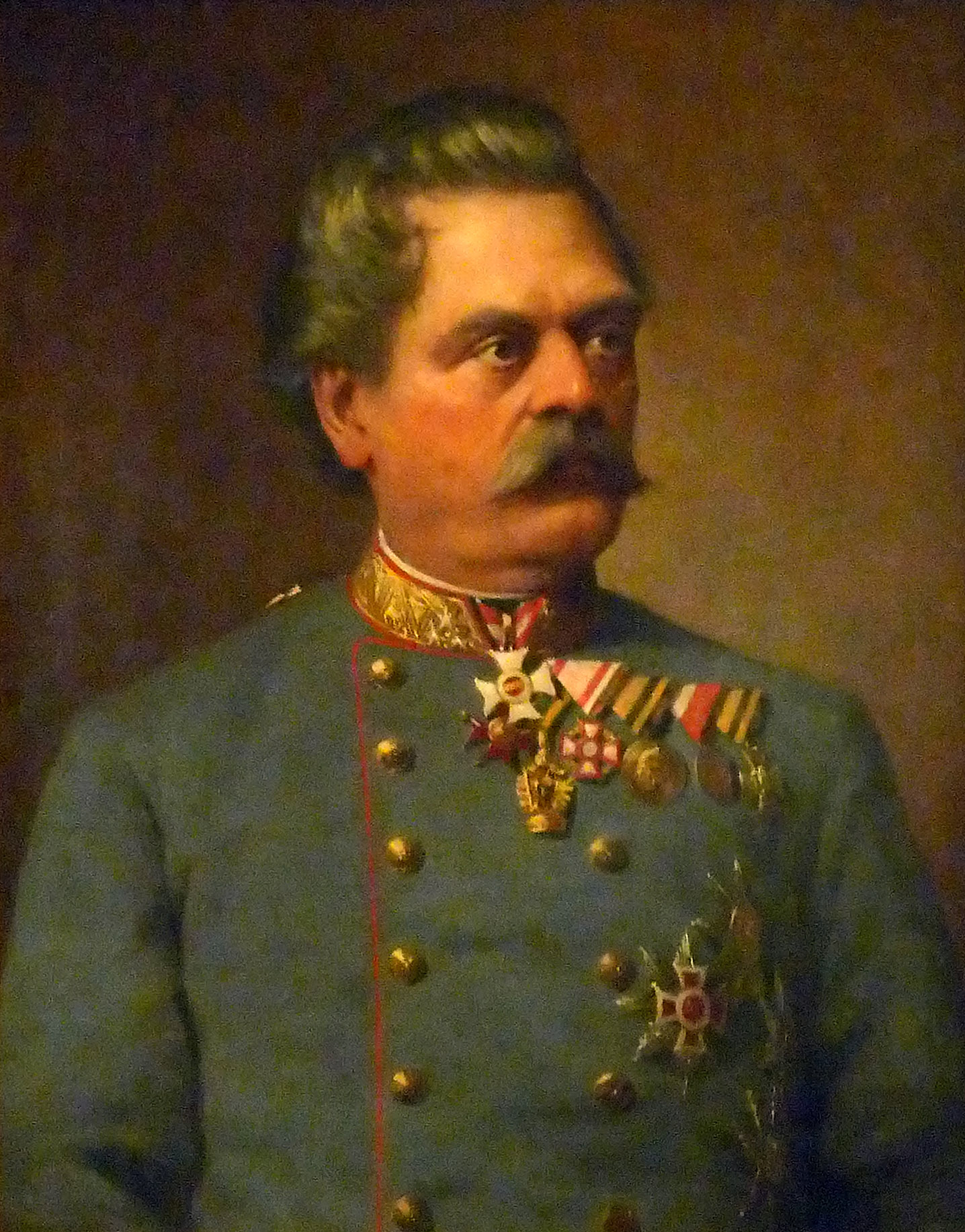
Il Feldmaresciallo Franz Kuhn von Kuhnenfeld (1817 - 1896) I.R. ministro della guerra dal 1868 al 1874 e primo ad avviare una sistematica costruzione di fortificazioni in Trentino.

- Sbarramento Bus de Vela (1860 - 1862)
- Sbarramento Rocchetta (1860 - 1864)
- Blockhaus Doss di Sponde (1860 - 1862)
- Batteria Martignano (1860 - 1862)

Le fortificazioni di questo periodo furono costruite per seguire i piani del maggiore generale Huyn che prevedevano la necessità di creare uno sbarramento a ovest di Trento per proteggere il fianco della città da eventuali minacce che sarebbero potute provenire dalla Lombardia, ora parte del neonato Regno d'Italia. Lo Sbarramento Rocchetta sbarrava il torrente Noce a monte della Piana Rotaliana per bloccare invasori provenienti dal Passo del Tonale. Lo Sbarramento del Bus de Vela e il Blockhaus Doss di Sponde servivano a coprire l'accesso a Trento dalla parte della Valle dei Laghi che era ora percorsa da una strada di recente costruzione per collegare Trento al Lago di Garda. In particolare, lo Sbarramento Bus de Vela era impossibile da aggirare e l'unico modo di raggiungere Trento sarebbe stato quello di abbatterlo. La Batteria Martignano aveva invece il ruolo di supportare queste opere, infatti le sue artiglierie erano in grado di sparare sia verso nord che verso ovest garantendo una copertura adeguata su tutta la valle dell'Adige. Dominando dall'alto la città, i suoi cannoni servivano anche da deterrente per eventuali rivolte che sarebbero potute scoppiare in città.

La tecnica costruttiva di queste opere è tipicamente ottocentesca. Il materiale di costruzione prediletto è la pietra mentre i tetti sono in tegole. L'uso di terra e pietrisco nelle intercapedini di arcate, muri e soffitti era utilizzata più per ragioni di stabilità degli edifici che per attutire i colpi dell'artiglieria. Questo tipo di costruzione poteva essere efficace contro pallottole o proiettili esplosivi a polvere nera, ma non avrebbe avuto nessuna speranza contro i più moderni proiettili perforanti e/o esplosivi. In seguito, il tetto in tegole dello Sbarramento Bus de Vela e del Blockhaus Doss di Sponde sarebbe stato sostituito da un leggero ma comunque inefficace tetto in cemento.

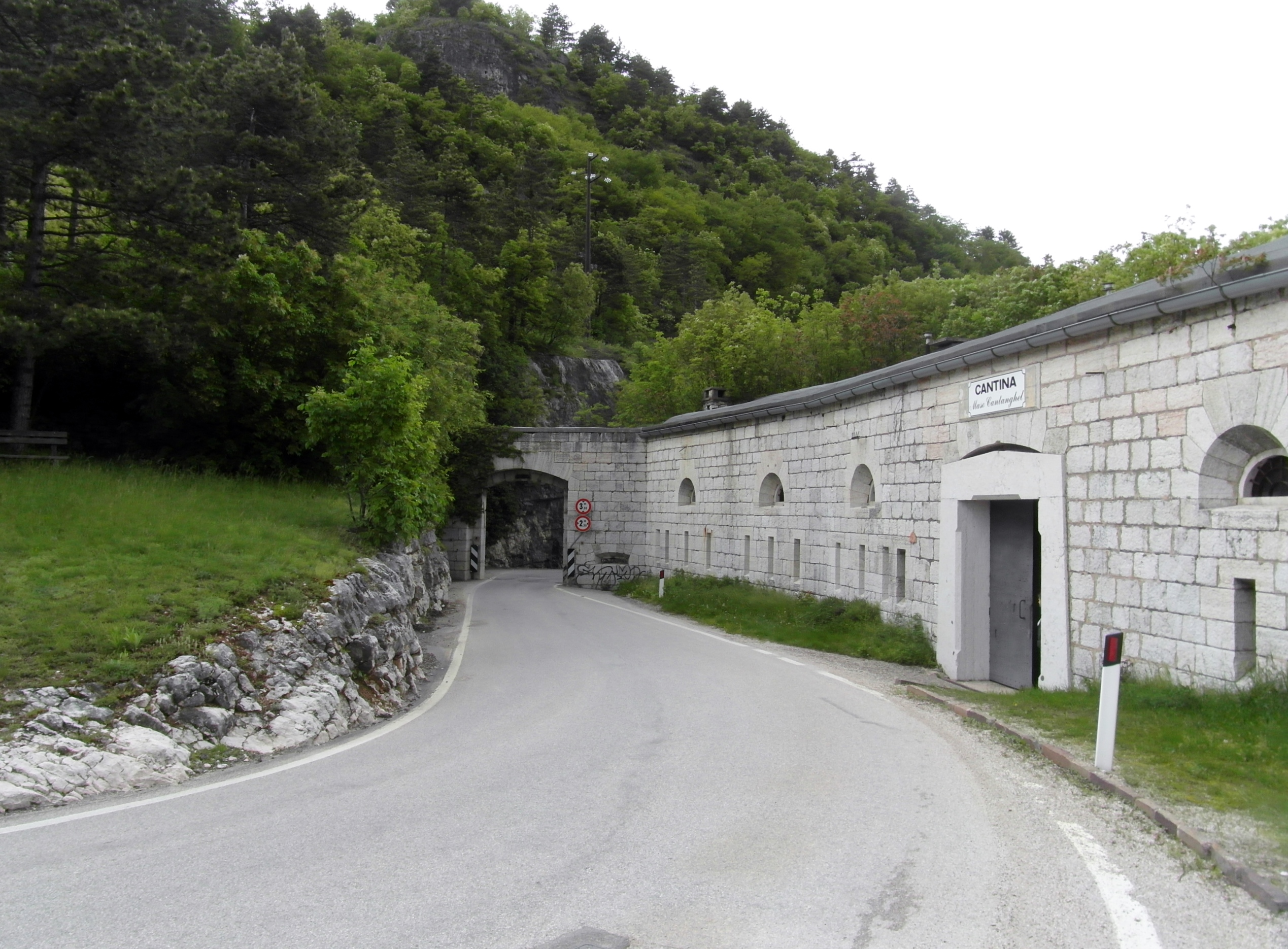
Obere Straßensperre Civezzano (tagliata stradale superiore) del complesso fortificato di Civezzano

### Secondo periodo (1868 - 1872)
- Complesso fortificato di Civezzano (1868 - 1872)

Le fortificazioni di Civezzano erano state concepite per dotare di difese adeguate la gola del Fersina che nel 1866 era stata minacciata da attaccanti provenienti dalla Valsugana. Il complesso fortificato prevedeva un forte principale e due tagliate stradali poste sotto di esso. Anche in questo caso, la realizzazione di queste difese, superflua quando il Veneto era in mano austriaca, si resero necessarie per proteggere il fronte orientale di Trento da eventuali minacce da parte del Regno d'Italia. A causa di pesanti limitazioni finanziarie, questa fu anche l'unica opera costruita sotto la direzione di Salis-Scoglio.

### Terzo periodo: lo stile trentino (1877 - 1883)
- Batteria inferiore di Mattarello (1877 - 1880)
- Batteria Superiore di Mattarello (1877 - 1880)La batteria Roncogno alle pendici del Monte Celva, un tipico esempio di fortificazione in stile trentino.
- Blockhaus Mandolin (1880)
- Batteria Candriai (1880)
- Batteria Brusafer
- Forte Casara
- Batteria Cimirlo
- Batteria Doss Fornas
- Batteria Marzola
- Blockhaus Marzola
- Forte San Rocco (1881 - 1883)
- Batteria Roncogno (1880 - 1882)

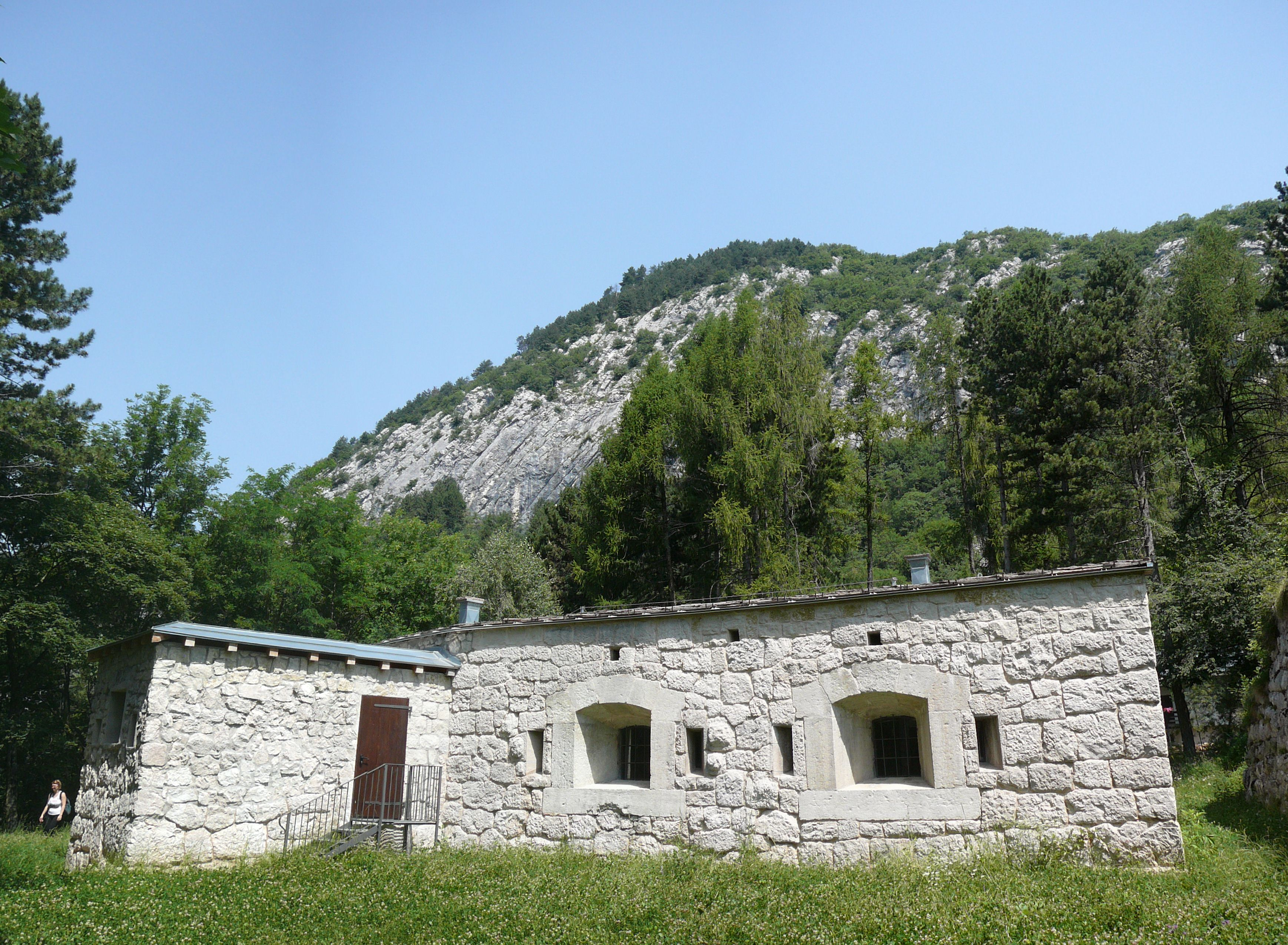
La batteria Roncogno alle pendici del Monte Celva, un tipico esempio di fortificazione in stile trentino.

Le difese erette in questo periodo rappresentano il consolidamento della Fortezza di Trento sui fronti già protetti e l'aggiunta di nuove fortificazioni su quelli ancora sguarniti. Questo è anche il periodo in cui i progetti e la direzioni dei lavori furono pianificati da Thun und Hohenstein. Il blockhaus Mandolin e la batteria Candriai sul Monte Bondone fornivano supporto alle difese già presenti in quest'area. Le batterie Cimirlo e Roncogno vennero eretta sul versante opposto della gola del Fersina rispetto al complesso fortificato di Civezzano. Il Forte Col de le Bene e il Forte Tenna bloccavano il passaggio attraverso la Valsugana. Le batterie Doss Fornas, Marzola, Brusafer e il Blockhaus Marzola difendevano la via di comunicazione tra Trento e l'Altopiano della Vigolana che era difesa anche dal forte San Rocco che poteva coprire anche la Val d'Adige dal Doss di San Rocco. il Forte Casara poteva colpire sia verso la Valle dell'Adige che la Valsugana. Le batterie di Mattarello servivano invece a bloccare eventuali avanzate da sud. Questo è il periodo che definisce il cosiddetto stile trentino. Per far fronte alle limitate risorse economiche e far fronte all'impossibilità di realizzare opere più imponenti, si prediligono materiali di costruzione reperibili direttamente sul posto e quello prediletto continua ad essere la pietra con una componente di cemento praticamente nulla mentre le batterie sono in barbetta o in cannoniera di minima. Cominciano anche ad apparire le prime cupole girevoli corazzate per obici. Il Forte San Rocco è uno dei primi all'interno dell'impero austro-ungarico su cui furono installati due cannoni 12 cm modello 80 in una cupola corazzata girevole d'acciaio. All'epoca le acciaierie dell'Impero ancora non producevano cupole corazzate, per questo quella del forte San Rocco venne fornita dalla ditta Gruson di Magdeburgo. In seguito tutte le cupole corazzate installate su forti austro-ungarici sarebbero state prodotte dalla Škoda.

### Quarto periodo: lo stile Vogl (1884 - 1900)
- Forte Tenna (1884 - 1890)
- Forte Col de le Bene (1884 - 1890)
- Forte Mattarello (1898 - 1900)
- Forte Romagnano (1892 - 1895)

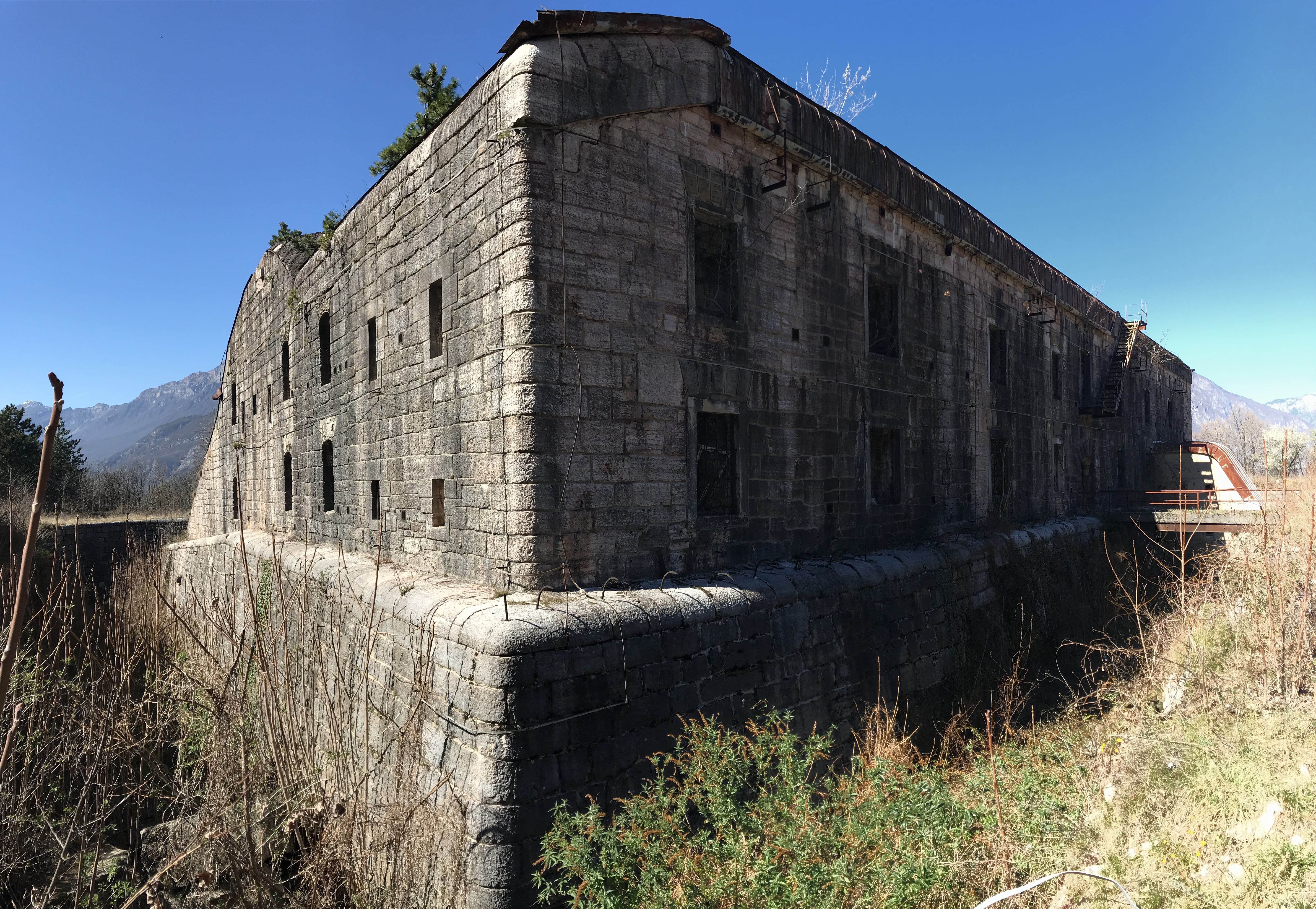
Hauptwerk Mattarello come appare nel 2019.

Queste ultime costruzioni rappresentano l'ultimo consolidamento significativo della Fortezza di Trento e servivano a rafforzare le difese a sud ed est secondo le nuove strategie difensive impostate da Julius Vogl. Essendo Vogl al comando del genio militare di Innsbruck già a partire dal 1881, gran parte dei progetti di Thun und Hohenstein del periodo precedente furono completati sotto la sua direzione. Per tener conto del suo principio di minimo sacrificio territoriale, si decise di costruire i forti Tenna e Col de le Benne (Sperre Tenna) come linea avanzata della Fortezza di Trento a protezione dell'area strategica di Pergine. Entrambi sono realizzati in stile Vogl di prima maniera e rappresentano una via di mezzo tra questo e lo stile trentino. Il Forte Romagnano venne realizzato per difendere il versante opposto della Valle dell'Adige rispetto alle batterie di Mattarello e per fungere da supporto a queste ultime. A queste si aggiunse poi il Forte Mattarello a formare un unico complesso difensivo. Questo forte poteva bloccare gli invasori sia da Vigolo Vattaro che dalla Valle dell'Adige. Entrambi i forti rappresentano il migliore esempio dello stile Vogl definitivo. Il generale Vogl infatti introdusse la costruzione di forti in un blocco unico con tutti gli ambienti, gli armamenti e i servizi concentrati in un unico edificio (Einheitswerk) con una composizione di luoghi e strutture fissi che si adattano ogni volta alle esigenze funzionali, ai luoghi e alla morfologia del terreno. I pezzi di artiglieria erano collocati sia in cupole corazzate che in postazioni di artiglieria frontale. Inoltre, anche in questo periodo per la costruzione veniva utilizzato esclusivamente materiale reperibile in loco. Questo permetteva di contenere i costi e allo stesso tempo soddisfare le esigenze strategiche. In questo periodo si cominciò dai introdurre anche il calcestruzzo nella costruzione delle fortificazioni.

## La fortezza nell'anteguerra (1900-1914)
Nonostante Trento ricevesse ufficialmente la denominazione di Fortezza nel 1899, le nuove strategie promosse da Vogl prima e Franz Conrad von Hötzendorf poi, ridussero gradualmente l'importanza strategica della piazzaforte di Trento che si avviava a rivestire solo un ruolo di linea difensiva secondaria e di piazza di raduno e deposito per uomini e materiali destinati ai settori di confine. Se concetto di piazzaforte permetteva infatti di ridurre le spese militari per concentrare tutte le difese in un'unica zona, allo stesso tempo lasciava poco spazio di manovra alle truppe in vista di operazioni strategiche su larga scala. Per questo, a fronte di un notevole investimento economico, Conrad avviò la fortificazione dei confini meridionali del Trentino per reggere l'urto iniziale di un'offensiva italiana e proteggere una porzione di territorio tale da permettere alle truppe di manovrare in vista di un'inevitabile controffensiva. Analoghi lavori di fortificazione furono progettati e avviati anche lungo gli altri confini per proteggere la regione con una cintura d'acciaio. Anche l'inadeguatezza delle infrastrutture difensive della Fortezza di Trento cominciava ad essere palese e la loro efficacia era messa seriamente in dubbio dai gradi più alti della gerarchia militare austriaca. Per questo si decise di procedere ad un deciso riordino seguito da lavori di consolidamento mirati.

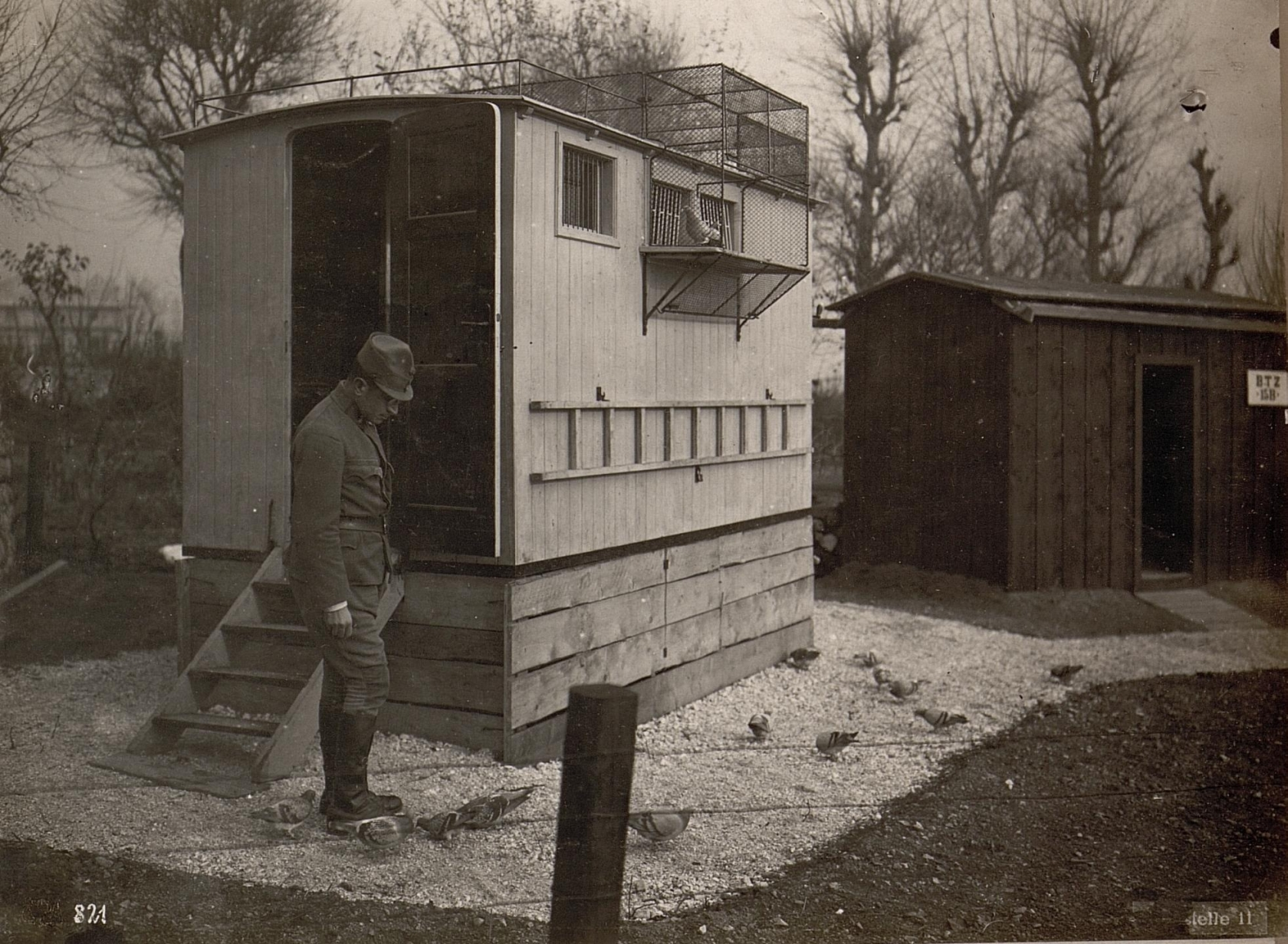
Stazione dei piccioni viaggiatori sul Doss Trento.

Nel 1907 si decise comunque di procedere a rafforzare il fronte occidentale della Fortezza che risultava essere sia il più sguarnito che il meno protetto dagli sbarramenti di confine. Per questo, il Monte Bondone cominciò ad essere oggetto di interesse dei militari austro-ungarici e venne dichiarato zona militare e vietato ai civili. Le prime realizzazioni riguardarono la costruzione di un poligono di tiro in località Viote e la strada militare necessaria per raggiungerlo. A questo si aggiunsero una serie di altri edifici adibiti a caserme e depositi. La realizzazione di queste infrastrutture rientrava nel nuovo ruolo della Fortezza come centro di addestramento e smistamento. Inoltre, il nuovo poligono evitava di doversi recare a Innsbruck per le esercitazioni di tiro. Nello stesso periodo, alcune postazioni campali sul versante occidentale della montagna per sorvegliare la Valle dei Laghi, come ad esempio il caposaldo di artiglieria su Cima Palon. Infatti, il nuovo sbarramento di Lavarone-Folgaria e quello Adige-Vallarsa avrebbero garantito un'adeguata copertura del fronte sud-est e si faceva affidamento su questi nuovi forti per impedire qualsiasi rapida avanzata verso la Fortezza di Trento. Al contrario, il fronte occidentale risultava parzialmente sguarnito. Una veloce avanzata da parte del nemico sarebbe potuta facilmente arrivare alle porte dei Trento. Per questo, si decise di rafforzare con decisione il fronte occidentale della Fortezza e di realizzare una linea difensiva sulle pendici del Monte Bondone rivolte verso la Valle dei Laghi e sulle pendici del Soprasasso. I lavori di fortificazione sul Bondone proseguirono nel 1910 sotto la guida del Maggior Generale Anton Schiesser, direttore del Genio Militare di Trento. Sempre alla ricerca della massima economia di spesa, le fortificazioni campali realizzate in questo periodo consistevano per lo più in postazioni all'aperto o coperte da legno e terriccio o da poche casematte in calcestruzzo. Per quanto efficaci, non erano protette dal logoramento dovuto a un continuo bombardamento.
Sempre nello stesso periodo, anche il Doss Trento fu chiuso ai civili per la presenza di importanti infrastrutture militari: una fabbrica e deposito di munizioni, caserme, stazione di piccioni viaggiatori, depositi e una batteria rivolta verso la città il cui scopo era anche quello di fungere da deterrente per eventuali rivolte in città. Oggi, di tutte le strutture sul Doss Trento rimangono poche tracce perché in epoca fascista si decise di cancellare ogni traccia visibile del passato asburgico di Trento. Tuttavia, alcune opere secondarie, e per questo meno visibili, furono risparmiate per cambiarne la destinazione d'uso: il deposito munizioni servì da padiglione per il Museo nazionale storico degli Alpini; alcuni depositi sotterranei vennero conservati e utilizzati anche come rifugi anti-aerei durante la seconda guerra mondiale; anche il portale d'accesso con relativo posto di guardia dell'accesso pedonale da Piedicastello è ancora presente.

### La divisione in settori

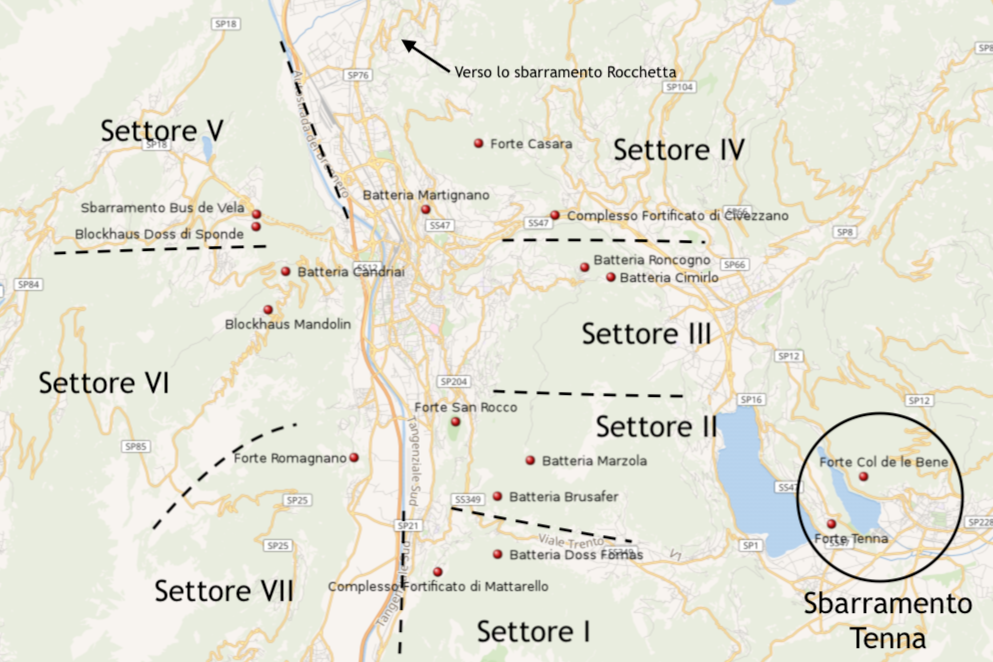
Mappa della fortezza con la localizzazione delle opere permanenti e la relativa divisione in settori.

Sempre nello stesso periodo, per meglio definire le competenze di ogni fortificazione e razionalizzare le unità da assegnargli, il territorio circostante la città di Trento venne diviso in settori con al centro il distretto cittadino corrispondente grosso modo alla cinta urbana. Inizialmente erano presenti 4 settori difensivi, in seguito il numero di settori salì a 5. Questa suddivisione rimase in vigore fino al 1914, anno in cui il numero di settori divenne 7. A questi si aggiunge lo Sperre Tenna (Sbarramento Tenna) comprendente i forti Tenna e Col de le Bene in Valsugana, e nel 1915 il nuovo forte ipogeo Busa Grande (Ersatzwerk Busa Grande) a sostituzione del antiquato forte Col de le Bene.
Tali settori, ciascuno diviso in diversi sottogruppi, erano numerati in senso anti-orario a partire da sud-est.
- settore I: dalla riva sinistra dell'Adige a Mattarello e fino alla frazione di Valsorda;
- settore II: da Valsorda fino alla cima Stoi del Chegul sulla Marzola;
- settore III: dal Chegul fino alla gola del Fersina;
- settore IV: dalla gola del Fersina fino al fiume Adige;
- settore V: dal fiume Adige al Bus de Vela;
- settore VI: da Sopramonte fino a cima Palon del Bondone;
- settore VII: da cima Palon del Bondone alla riva destra del fiume Adige.

## La fortezza nella Grande Guerra
Lo scoppio della guerra condusse a un altro radicale riordino della Fortezza di Trento. La neutralità assunta dall'Italia di fronte agli eventi dell'agosto 1914 convinse infatti il comando militare di Innsbruck ad accelerare i lavori di fortificazione lungo i confini col vicino alleato: venne quindi avviata la realizzazione di un campo trincerato continuo dallo Stelvio alla Marmolada che assunse il nome di linea di resistenza tirolese (Tiroler Widerstandslinie). Inoltre, la maggior parte degli sbarramenti di confine previsti originariamente da Conrad non venne mai realizzato e furono completati in tempo solo lo sbarramento di Lavarone-Folgaria e del Passo del Tonale. Il problema maggiore era però rappresentato dal fatto che le opere permanenti della piazzaforte di Trento risultavano obsolete e del tutto inadatte alla guerra moderna: i forti e le batterie erano infatti stati realizzati secondo concetti ottocenteschi e la tecnica costruttiva in pietra e calcestruzzo rinforzato con travi in acciaio non avrebbe resistito all'impatto dei colpi dei cannoni di assedio più moderni; inoltre rappresentavano dei facili bersagli perché la loro posizione era nota ed erano anche ben visibili da lontano. Solo i moderni forti dello sbarramento di Lavarone-Folgaria, costruiti tra il 1900 e il 1915, garantivano standard di protezione adeguati all'artiglieria moderna grazie all'adozione massiccia del cemento armato. Di conseguenza, se l'offensiva italiana avesse sopraffatto le difese di confine, la Fortezza di Trento si sarebbe trovata completamente impreparata. Tuttavia, l'armamento della fortezza di Trento rappresentava ancora un valore strategico inestimabile e si decise quindi di disarmare tutte le opere permanenti ottocentesche trasferendo cannoni e obici in postazioni campali sia all'aperto che in caverna e realizzate ex-novo.

### Fortificazioni campali

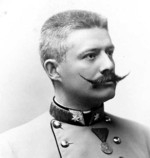
Franz Edler von Steinhart

Fu dalla fine del 1914 che la realizzazione delle fortificazioni campali, allora sotto la guida del nuovo e brillante Direttore del Genio Militare di Trento Franz Edler von Steinhart, subì una brusca accelerazione in tutti i settori. Steinhart (n. Weisskirchen, 20 marzo 1865), approdato in Italia nel 1898 dopo aver maturato esperienza nel Genio militare a Cracovia, Bilek e Przemyśl, aveva contribuito alla pianificazione della fortezza di Riva del Garda e il 25 aprile 1914 era stato nominato direttore generale del Genio e in seguito promosso a Generalmajor.
La città venne completamente circondata da un campo trincerato senza soluzione di continuità, articolato in profondità e dotato di trinceramenti, sbarramenti stradali, capisaldi e batterie scavate nella roccia. Steinhart si occupò personalmente di definire molti dettagli relativi alla costruzione delle nuove postazioni campali e fu lui stesso a promuovere attivamente la realizzazione di fortificazioni in caverna di modo che risultassero praticamente invulnerabili alle artiglierie nemiche. L'idea alla base della pianificazione di Steinhart era quella di realizzare una cinta fortificata che fosse puramente difensiva. I rifugi e le fortificazioni in caverna avrebbero permesso infatti ai difensori di rimanere protetti durante i pesanti bombardamenti per poi uscire allo scoperto solo quando la fanteria nemica avesse cominciato ad avanzare. Anche l'armamento tipico della fortezza non aveva caratteristiche offensive, ma i cannoni e gli obici erano votati esclusivamente alla difesa ravvicinata in attesa di una contro offensiva da fuori che avrebbe spezzato l'assedio.

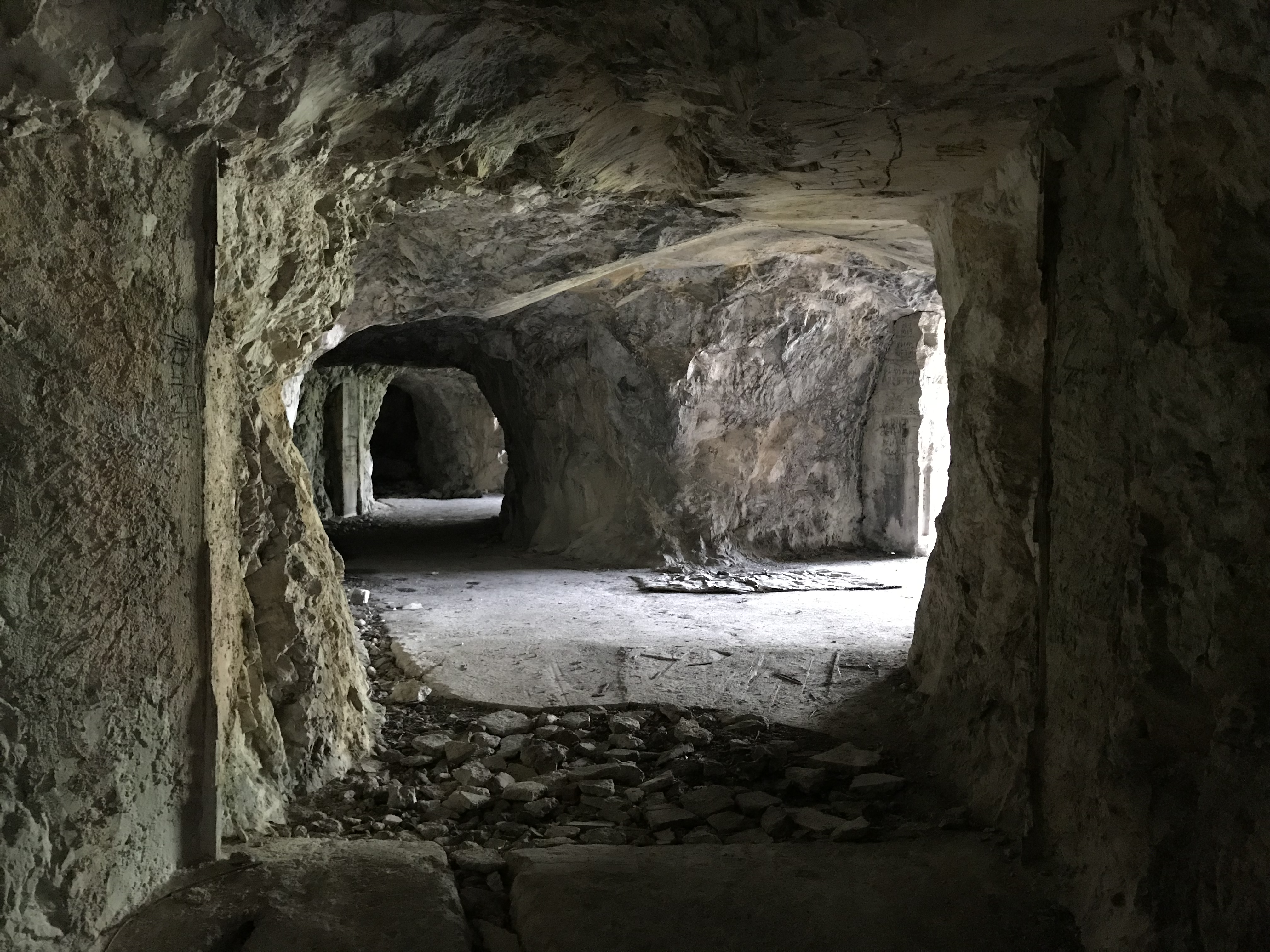
Esempio di opera in caverna sul Monte Celva come appare nel 2019.

A partire dalla primavera del 1915 e fino all'agosto successivo, le vecchie fortificazioni permanenti cominciarono ad essere disarmate per trasferire i loro armamenti nelle nuove posizioni campali che erano in fase di completamento. Le cupole corazzate con i relativi obici furono trasferite in batterie in caverna appositamente realizzate e praticamente impossibili da distruggere: gli unici elementi che emergevano dalla roccia erano infatti le cupole che rappresentavano un bersaglio piccolo e difficile da individuare, il resto della batteria giaceva sotto diversi metri di roccia. Un esempio di queste batterie sono il forte corazzato Zampetta, dove furono trasferiti gli obici del Forte Mattarello, e la batteria sul Monte Calisio, dove furono trasferiti gli obici del Forte Romagnano. Il resto dei cannoni fu installato in postazioni campali all'aperto, ciascuna dotata di un deposito e di un ricovero sotterraneo come ad esempio quelle nell'area di Romagnano e Mattarello, o in caverna. Al posto delle cupole corazzate, nei forti ormai abbandonati o adibiti a deposito, vennero installate delle false cupole in cemento con dei tronchi che simulavano i cannoni. Vale anche la pena ricordare che tutte queste postazioni erano intervallate da trincee che correvano quasi ininterrottamente da un'opera all'altra. Un'altra delle vittime dell'ammodernamento della Fortezza fu lo sbarramento di Civezzano: il forte principale fu disarmato, fatto saltare nell'estate del 1915 ed i suoi cannoni collocati in batterie campali situate nelle vicinanze. La tagliata stradale superiore fu pure disarmata ed adattata a caposaldo di fanteria: risale probabilmente a questo periodo la chiusura dei due cortili interni con una copertura in calcestruzzo. Del vecchio sbarramento ottocentesco rimase efficiente soltanto la tagliata stradale inferiore con i suoi tre cannoni in caverna ed il vicino fortino sulla linea ferroviaria.
È quasi impossibile rendere qui conto con precisione del momento e luogo di costruzione di ogni postazione campale realizzata dopo il 1914. Tuttavia, oltre alle opere già citate, vale però la pena ricordare alcuni dei luoghi dove più massicci furono i lavori: cima Cornetto, cima Palon e tutta dorsale settentrionale del monte Bondone, Castellar de la Groa, monte Soprassasso, il forte corazzato sul monte Celva, Maranza. A questo punto le vecchie costruzioni in pietra disarmate, ormai definite Steinkästen (ammassi di pietra), avevano il solo compito di fungere da falsi bersagli e attirare su di sé il fuoco nemico. Questi lavori di ammodernamento secondo criteri moderni contribuirono a rendere Trento una delle fortezze più moderne e temibili di tutto il fronte occidentale pur non avendo mai subito la prova del fuoco. Inoltre, le grandi battaglie della prima guerra mondiale svoltesi attorno a piazzeforti fortificate (Verdun e Przemyśl) ci insegnano come un eventuale attacco diretto alla Fortezza di Trento si sarebbe risolto in un sanguinoso assedio con poche possibilità di successo per chiunque avesse intrapreso un attacco diretto.

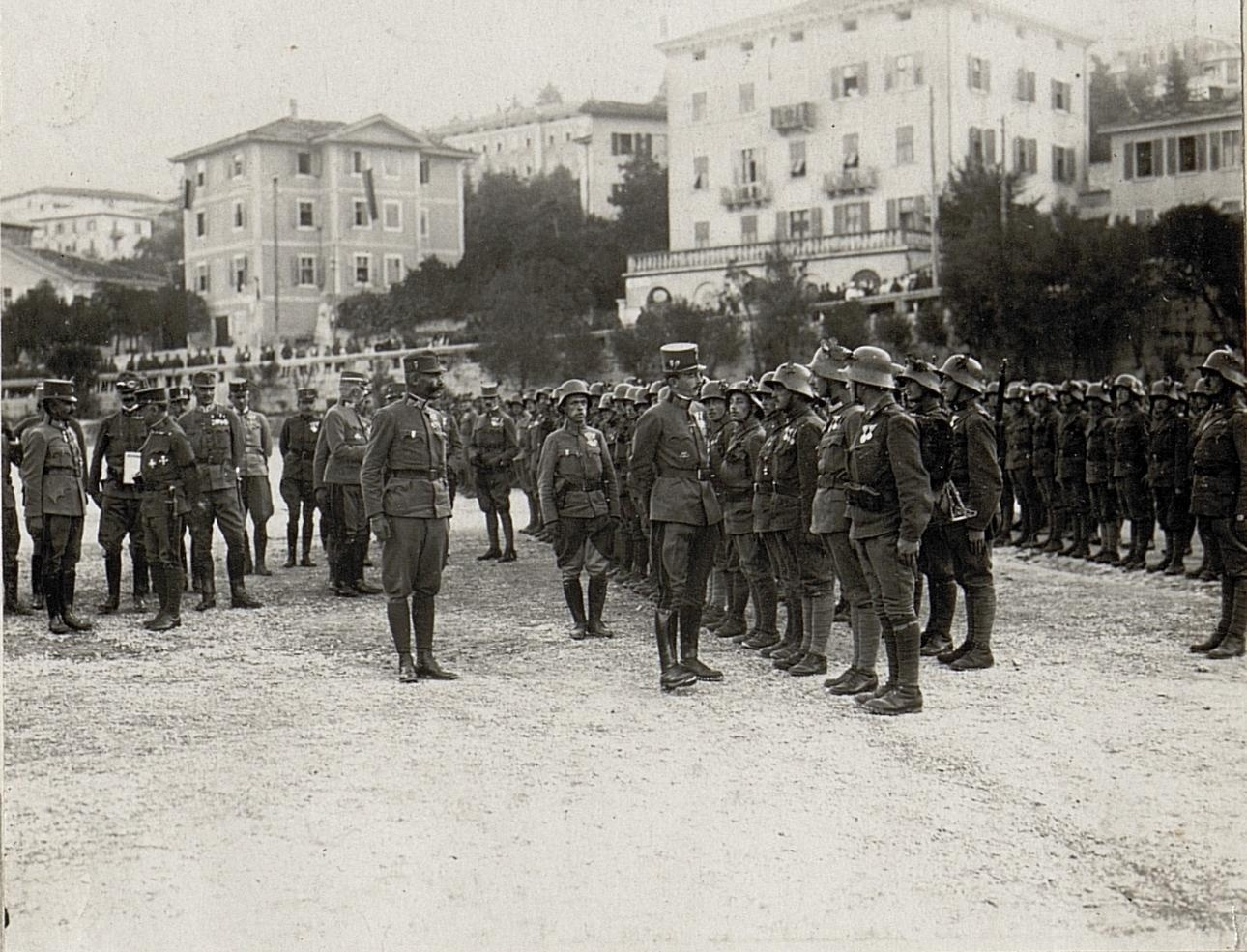
L'imperatore Carlo I d'Austria passa in rivista il 59º reggimento di fanteria nella piazza d'armi (oggi piazza Venezia - 13/09/1917).

### Le altre infrastrutture della fortezza
Il ruolo strategico di Trento non si esauriva al suo status di fortezza ma contemplava tutta una serie di infrastrutture che risultavano fondamentali sia al mantenimento della Fortezza stessa che allo sforzo bellico austriaco. La città stessa era considerata un importante centro industriale e di comunicazione del fronte dolomitico. Lo scalo ferroviario di Gardolo, assecondando la strategia di Conrad secondo cui Trento rappresentava uno dei più importanti centri di smistamento del fronte occidentale, permetteva infatti di movimentare un'ingente quantità di uomini e materiali che potevano poi essere smistati al fronte con un complesso sistema di teleferiche (solo per le merci) che raggiungevano le località più impervie della Fortezza e del fronte e con una capacità di carico di svariate centinaia di tonnellate di merci al giorno. Ad esempio, da Mattarello partivano ben tre teleferiche che raggiungevano le Viote sul Bondone (5 km), cima Vezzena in Valsugana (23,35 km) e Casara (13,8 km). Anche queste, dopo lo scioglimento della Fortezza, furono smontate e trasferite in settori più strategici del fronte. Si stima comunque che tra il 1916 e il 1918 in Trentino fossero in servizio 245 teleferiche per una lunghezza complessiva di 550 km. Le officine meccaniche (Romagnano, Ravina e Gardolo) e le fabbriche di munizioni (Doss Trento) si occupavano poi della sussistenza della Fortezza. A Gardolo era anche presente un campo di aviazione dov'era di stanza la Flik 17, poi trasferita a Pergine Valsugana, mentre la stazione radio-telegrafica centrale si trovava a Ravina. Sempre a Gardolo era presente un campo di prigionia dove erano trattenuti prigionieri provenienti dal fronte orientale.

### Scioglimento

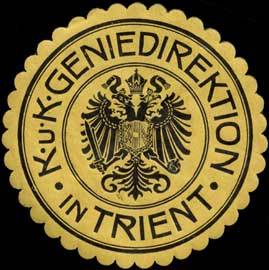
Sigillo dell'I.R. direzione del genio militare di Trento.

Nonostante gli ingenti lavori di fortificazione intrapresi, la Fortezza di Trento non ebbe mai la prova del fuoco. Nel 1915 infatti, le avanzate italiane non riuscirono ad andare mai oltre le porte di Rovereto a sud, Riva del Garda a sud-ovest e Borgo Valsugana a est. I forti dello sbarramento di Lavarone assolsero al loro compito bloccando ogni tentativo di avanzata nonostante gli ingenti danni subiti nei primi giorni di guerra. In seguito alla Strafexpedition del maggio 1916, il fronte si allontanò sensibilmente da Trento e la conseguente guerra di posizione spinse gli austriaci a considerare rientrata ogni minaccia di avanzata italiana sul fronte dolomitico. Infatti, da quel momento in poi anche le attenzioni del generale Cadorna si sarebbero spostate esclusivamente sul fronte del Carso relegando il fronte Trentino ad un teatro di guerra secondario. Di conseguenza, fu deciso lo scioglimento della Fortezza e la maggior parte dei pezzi di artiglieria venne trasferito al fronte in settori dove ce n'era più bisogno. Le poche postazioni rimaste attive vennero convertite in postazioni anti-aeree.
Dopo il 1916, il ruolo di sorveglianza della città fu affidato agli Standschützen, costituiti principalmente da trentini non in età di leva. Questi continuavano a sorvegliare la cinta della Fortezza che rimaneva interdetta ai civili e si occupavano principalmente di ricercare disertori e prigionieri in fuga. Rimanevano inoltre attivi una serie di sbarramenti stradali sia a sud (sbarramenti Casteller e Romagnano), a est (Civezzano), a nord (Gardolo e Cognola) e a ovest (Roncafort e Vela). Reti di filo spinato elettrificato si estendevano sia a nord che a sud della città.

## Armamento

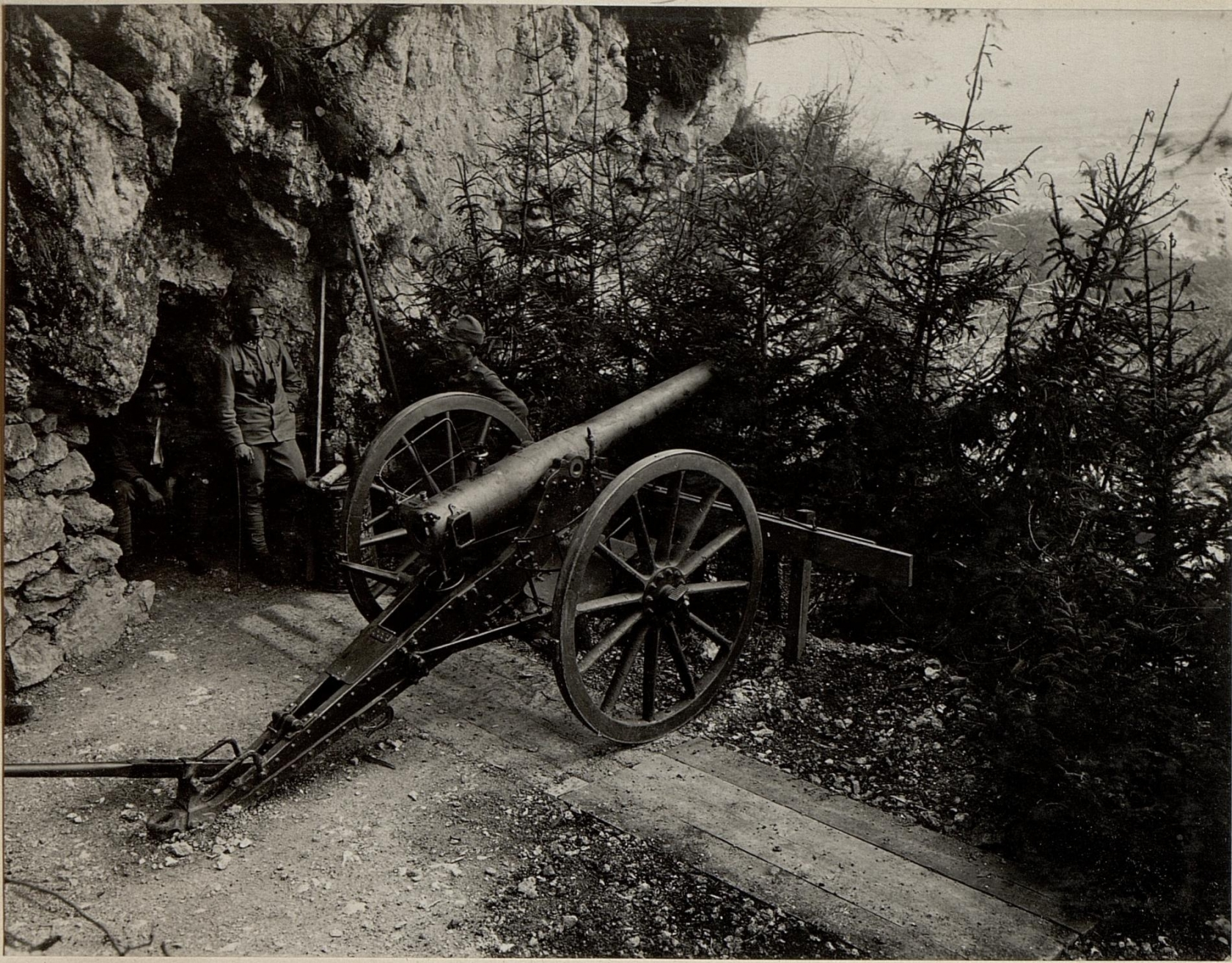
Cannone campale 9 cm M.75 in posizione sul Monte Javorcek in Slovenia.

L'armamento principale della Fortezza di Trento rispecchia il tipico armamento difensivo dell'imperiale e regio esercito pur non essendo dotata dei cannoni più moderni in servizio allo scoppio della Prima Guerra Mondiale. Dato che la fortezza era attiva già a partire dalla seconda metà del XIX secolo, gli armamenti furono costantemente aggiornati e i tipi qui riportati fanno riferimento a quelli elencati nei documenti ufficiali del 1914 per un totale di 237 cannoni che diventano 420 nel 1915. Non sono qui citati gli armamenti considerati secondari come le mitragliatrici e i cannoni a tiro rapido di piccolo calibro.

### Cannoni campali
- 7 cm Gebirgsgeschütz M. 75
- 8 cm Feldkanone M. 94
- 9 cm Feldkanone M. 75/96
- 9 cm Feldkanone M. 04

### Cannoni

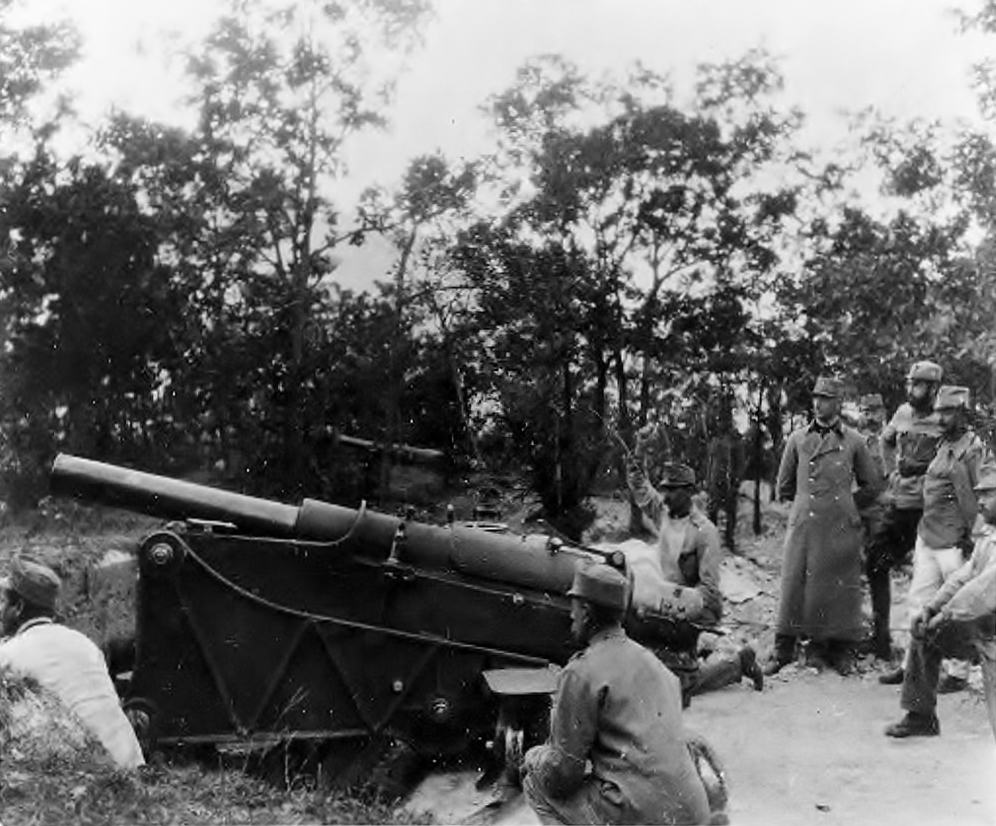
Uno dei cannoni 12 cm M. 96 su affusto da fortezza in località batteria Pianizza a Trento.

- 12 cm Kanone M. 61Uno dei cannoni 12 cm M. 96 su affusto da fortezza in località batteria Pianizza a Trento.
- 12 cm Kanone M. 80
- 12 cm Kanone M. 96
- 15 cm Kanone M. 61
- 15 cm Kanone M. 80

### Obici campali
- 10 cm Feldhaubitze M. 99
- 15 cm Feldhaubitze M. 99

### Obici
- 15 cm Mörser M. 78
- 15 cm Mörser M. 80

## La città militarizzata (1914-1918)
Lo status di fortezza di Trento si rifletté notevolmente anche sul tessuto urbano e sociale della città prima e durante la guerra. Come accennato in precedenza, molti dei luoghi circostanti la città furono vietati ai civili. In seguito tale divieto si estese anche al cosiddetto raggio di fabbrica, cioè quell’area attorno a ciascuna fortezza in cui vigeva il divieto assoluto (entro un raggio di 570 m) e condizionato (entro i successivi 570 m) di fabbrica. L’effetto di questa norma in tempo di pace fu non soltanto una serie di vincoli per i proprietari dei terreni inclusi nell’area, ma anche una perdita del valore dei terreni stessi. In tempo di guerra il raggio di divieto di fabbrica imponeva inoltre la demolizione degli edifici esistenti per non ostacolare il tiro delle artiglierie. Anche molti edifici cittadini ospitavano comandi ed intere aree della città erano riservate ai militari già prima dello scoppio delle ostilità. Ad esempio, la zona alle spalle del Tribunale di Trento, compresa tra via Grazioli e via Barbacovi, ospitava le caserme Madruzzo. Gli attuali giardini di piazza Venezia erano la piazza d'armi. Al posto dell'odierna scuola elementare Raffaello Sanzio sorgeva la caserma San Martino accanto al Castello del Buonconsiglio che era la sede del comando della Fortezza di Trento e del tribunale militare. L'odierno tribunale era invece sede della Direzione del Genio Militare di Trento. Decine altre infrastrutture erano sparse per tutta la città, soprattutto forni e cucine, capaci di sfornare fino a diecimila pasti al giorno.
Il coinvolgimento di Trento nella Grande Guerra cominciò già nel luglio 1914 quando cominciò ad entrare un vigore un nuovo apparato di regole che sarebbe rimasto valido per tutta la durata del conflitto. Alla fine del mese venne applicato il paragrafo 14 che sospendeva la quasi totalità delle libertà e dei diritti individuali. La posta venne sottoposta a censura e la pubblicazione di molti giornali sospesa. Da quel momento in poi la vita dei civili sarebbe stata militarizzata. Anche i luoghi della città simbolo della collettività furono destinati ad uso militare: le piazze furono trasformate in garage o magazzini a cielo aperto e i luoghi della comunità progressivamente abbandonati. Inoltre, nel 1914 venne fornito al podestà di Trento una lista di edifici pubblici da mettere subito a disposizione del comando di fortezza e allo scoppio delle ostilità con l'Italia ogni alloggio privato disponibile viene messo a disposizione di ufficiali e truppa, industrie ed esercizi commerciali vengono convertiti ad uso militare mentre le abitazioni messe a disposizione anche per i più svariati bisogni (mense, bagni pubblici, lavanderie, ecc...). In molti casi le leggi che prevedono dei rimborsi per gli acquartieramenti presso privati non vengono rispettate. Inoltre, i beni dei cittadini vengono requisiti e non espropriati ma le procedure per i risarcimenti risultano lunghe e macchinose a causa della burocrazia e gli indennizzi spesso non vengono ritenuti adeguati dalla popolazione. Si stima inoltre che tutto ciò che non venisse requisito fosse rubato dai soldati di bassa forza.
Un altro fattore critico per la popolazione di Trento fu la quasi assoluta mancanza di medici condotti per la popolazione civile. La maggior parte venne richiamata per prestare servizio sul campo, alcuni furono internati e chi rimase in città venne incaricato di prestare assistenza solo al personale militare. In città fu garantito un servizio di farmacie ma l'assistenza sanitaria ai civili risultò inadeguata per l'intera durata della guerra. Per i militari erano previsti due complessi ospedalieri che comprendevano, tra gli altri, gli edifici degli odierni Liceo Classico Leonardo da Vinci e Liceo Scientifico Galileo Galilei. Anche gli edifici di via Verdi furono adibiti a strutture sanitarie.

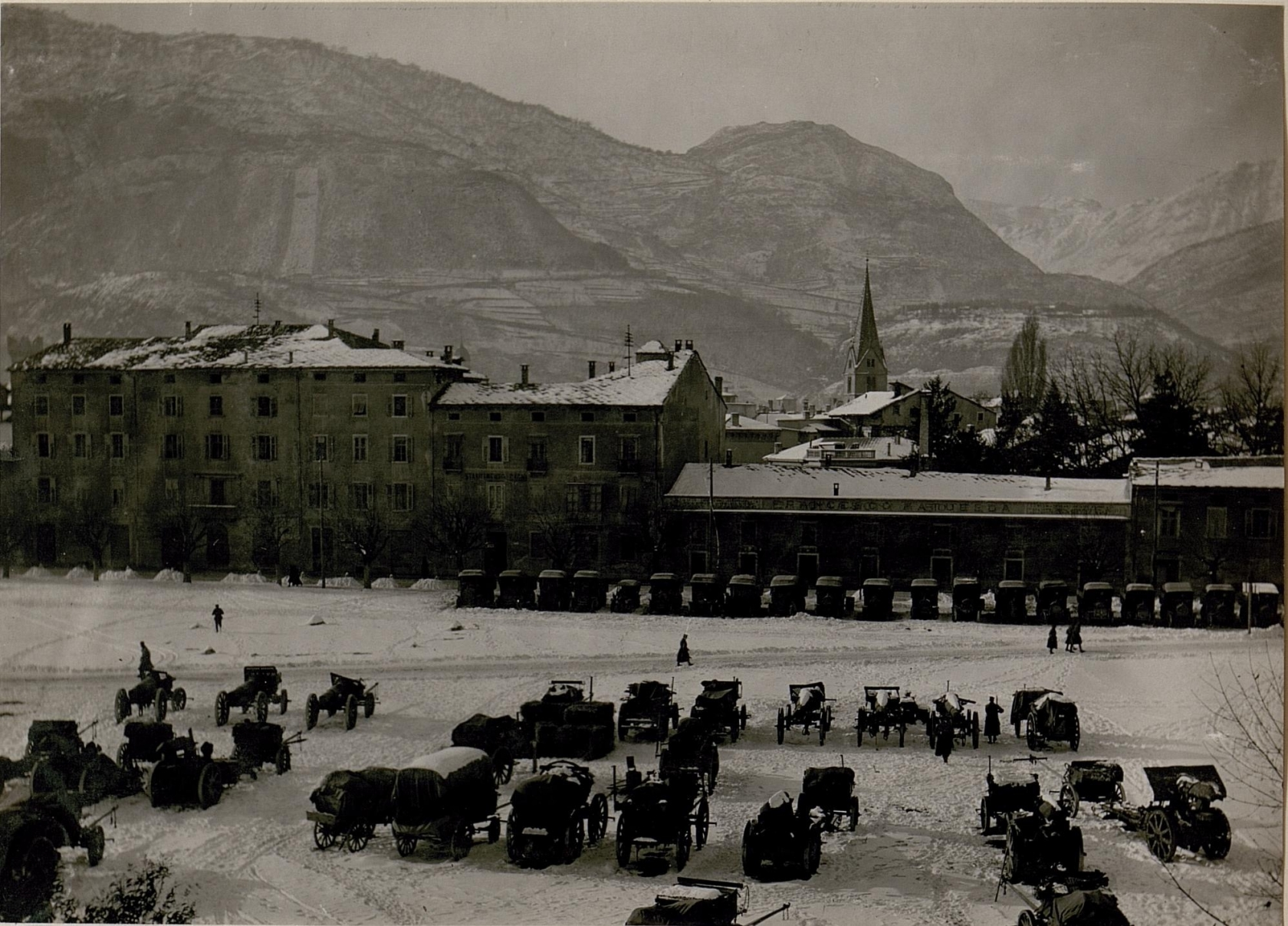
La zona dove oggi sorgono i giardini di piazza Venezia adibita a piazza d'armi (1918).

Il progressivo afflusso di militari in città fece da contraltare all'esodo della popolazione civile. Il 31 luglio 1914 anno venne infatti proclamata la mobilitazione di massa e circa 55.000 trentini partirono per il fronte. In totale, 61.979 trentini furono arruolati nel corso della guerra e i morti si stimano in 12.000. Sui circa 32.000 abitanti di Trento nel 1914, ben 15.129 prestarono servizio nelle file dell'esercito austro-ungarico tra il 1914 e il 1918; di questi, 1.150 caddero sul campo. Inoltre, circa metà degli abitanti della città fu evacuata allo scoppio delle ostilità con l'Italia e fu autorizzato a rimanere solo chi era considerato indispensabile alla vita della città e chi era in grado di dimostrare di poter provvedere alla propria sussistenza per almeno quattro mesi. Chi ne avesse i mezzi fu invitato a spostarsi a proprie spese nelle valli trentine lontane da fronte. Il resto fu evacuato e partecipò a quello che è oggi conosciuto come l'esodo dei trentini che coinvolse più di 75.000 profughi. I personaggi pubblici sospettati di sentimenti filo-italiani e di non esser fedeli all'imperatore, furono sottoposti ad arresto preventivo e in attesa di processo internati nel campo di Katzenau. Nel luglio del 1915, le autorità militari ridussero ulteriormente il numero di persone autorizzate a rimanere a Trento e si inasprì il controllo degli accessi alla città. Da quel momento in poi a Trento non rimasero più di 7-8.000 abitanti. Parallelamente, si stima che il numero di militari presenti in città passò dai 3.000 uomini del 1910 (10% della popolazione) ai circa 150.000 del 1916. Ben presto vengono presi provvedimenti anche per quanto riguarda l'approvvigionamento e il razionamento diverrà sempre più severo fino al 1918, specchio di una carenza dei beni di necessità che va aggravandosi sempre di più.
L'epurazione della cariche pubbliche riguardò, tra gli altri, anche l'allora podestà di Trento Vittorio Zippel, irredentista dichiarato, che fu rimosso dal suo incarico il 20 maggio 1915. Dopo essersi trasferito con la sua famiglia in Val di Non, venne obbligato a spostarsi nel campo di Katzenau dove fu poi arrestato prima di essere condannato ad otto anni di prigione. Nel luglio 1917 beneficiò di un'amnistia e fu liberato. Il posto di Zippel venne preso da Adolfo de Bertolini che fu nominato amministratore ufficioso della città. Anche il vescovo di Trento, Celestino Endrici, venne perseguitato per non aver mostrato sentimenti sufficientemente patriottici nei confronti della guerra.

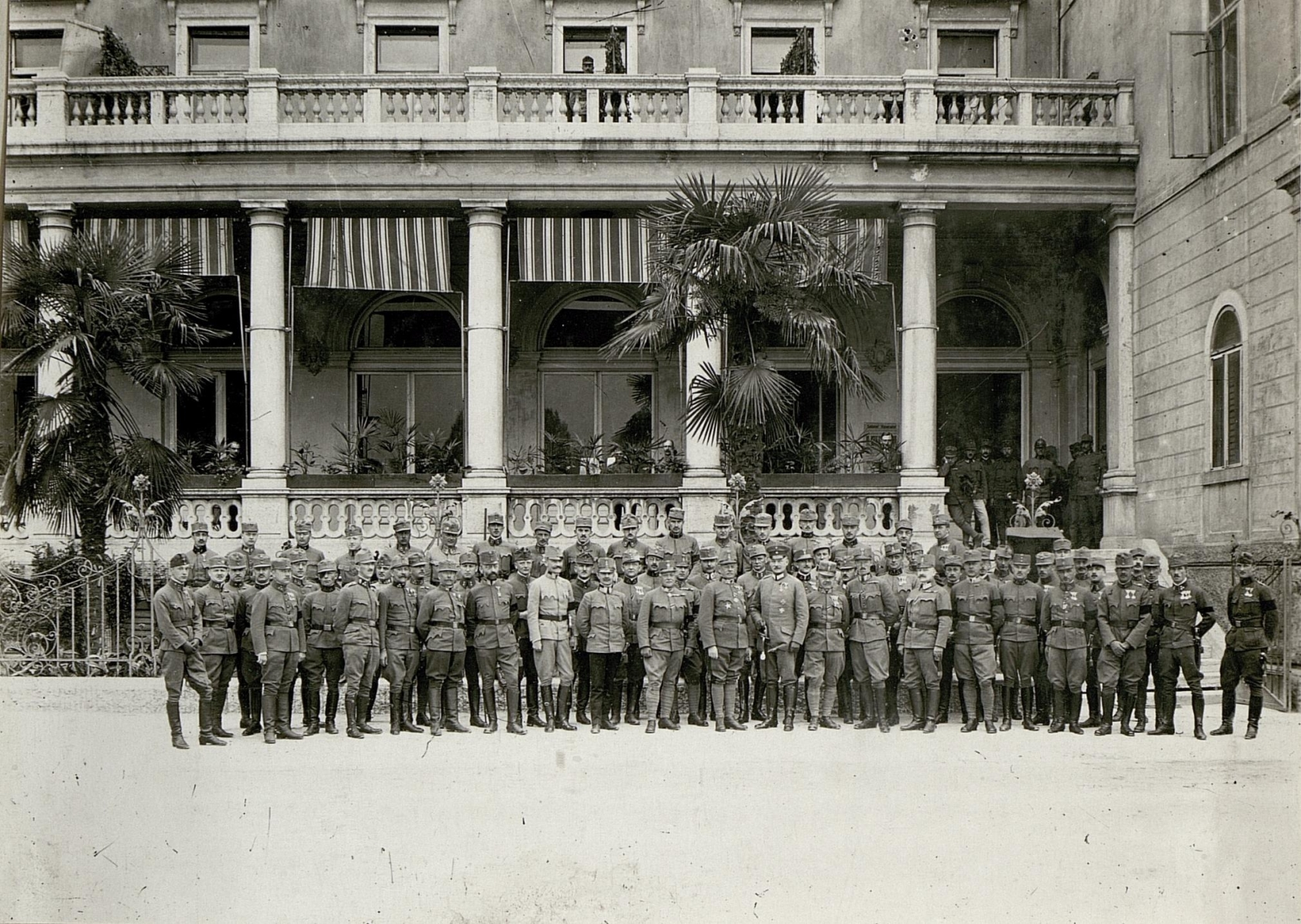
Foto di gruppo di ufficiali della 11ª armata di fronte all'Hotel Trento in piazza Dante, oggi Palazzo della Provincia.

Nel maggio del 1916 a Trento si svolse il processo dell'irredentista roveretano Damiano Chiesa, catturato sul Monte Zugna durante la Spedizione Punitiva e condannato a morte per tradimento. Fu fucilato nella Fossa della Cervara del Castello del Buonconsiglio il 19 maggio. Nel luglio dello stesso anno, furono catturati sul Monte Corno della Vallarsa (oggi noto come Monte Corno Battisti) Cesare Battisti e Fabio Filzi. Riconosciuti e trasportati a Trento tra le ingiurie dei militari austriaci, furono incarcerati nel Castello del Buonconsiglio. Sottoposti a un rapido processo furono condannati a morte per alto tradimento tramite capestro. La sentenza venne eseguita il 12 luglio nella Fossa della Cervara.
Con il passare dei mesi, la situazione a Trento si fece sempre più penosa per la popolazione rimasta. La carestia del 1917 fece esaurire le scorte di alimenti destinati alle fasce più deboli della popolazione e i medicinali, già scarsi per la popolazione civile, divennero sempre più rari. Anche la spagnola cominciò a mietere le prime vittime l'anno successivo. Nelle ultime settimane di guerra inoltre, venuta meno ogni forma di autorità in un impero ormai in crisi, soldati e cittadini comuni si abbandonarono a saccheggi di negozi e magazzini militari. Il 1918 si aprì anche con la destituzione di Bertolini da amministratore della città. Fu accusato di tradimento e rimosso dal suo incarico il 4 gennaio, il suo posto venne preso da Josef Jordan. Alla fine di ottobre 1918, un vuoto di potere cominciò a manifestarsi nell'amministrazione della città e il 2 novembre venne formato un governo provvisorio che, all'entrata delle truppe italiane in città, venne sostituito dal generale Guglielmo Pecori Giraldi, nominato amministratore di tutta la regione, da Borghetto al Brennero. Nel 1919 il suo posto fu preso da Luigi Credaro e solo nel gennaio 1922 si svolsero le prime elezioni comunali dalla fine della guerra.

## Dal primo dopoguerra ad oggi

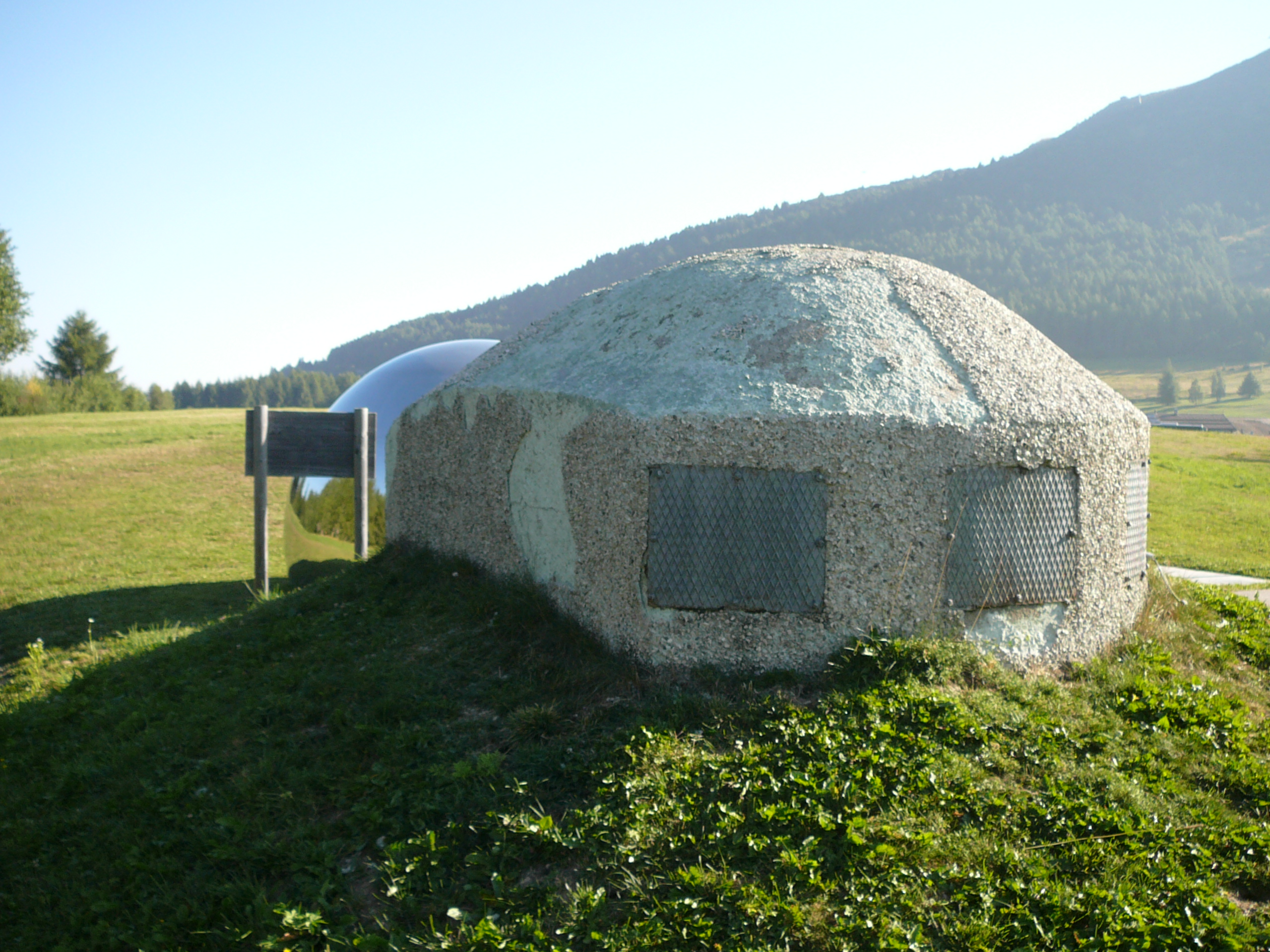
Ex poligono di tiro alle Viote.

Dato che i combattimenti non raggiunsero mai Trento, le opere della Fortezza giunsero intatte alla fine del primo conflitto mondiale. Essendo queste strutture militari, nel 1918 le opere permanenti più importanti passarono al demanio miliare sotto la giurisdizione del Regio Esercito che le riadattò come polveriere, depositi o alloggi delle truppe. Le altre opere e le fortificazioni campali furono invece semplicemente abbandonate e integrate in terreni di proprietà privata o del demanio pubblico. Tutte le opere visibili sul Doss Trento furono invece completamente distrutte per cancellare ogni traccia del passato asburgico e costruirvi il Mausoleo di Cesare Battisti e l'acropoli alpina mai realizzata. Il resto venne destinato ad altro uso. Nel corso degli anni '20 due esplosioni accidentali causarono la completa distruzione della Batteria inferiore di Mattarello e dello Sbarramento Rocchetta. Di quest'ultimo rimangono pochissime tracce anche a causa di lavori di rettifica delle strade.
Durante la seconda guerra mondiale, i vari rifugi e depositi sotterranei, dal Doss Trento a Mattarello, furono riadattati come rifugi antiaerei per sfuggire ai bombardamenti alleati e poi nuovamente abbandonati. In seguito, a partire dagli anni '50, il demanio militare cominciò a cedere le varie opere in suo possesso che furono acquistate da privati o cedute agli enti locali. Solo poche continuarono ad essere utilizzate fino agli anni '80 (ad esempio i forti San Rocco e Mattarello) e poi anch'esse cedute. Anche il poligono di tiro delle Viote continuò a servire il suo scopo fino agli anni '80 quando fu ceduto al demanio pubblico. Oggi vi si trova un piccolo osservatorio astronomico mentre alcune delle ville utilizzate come caserme all'epoca giacciono ora in abbandono in attesa di essere riqualificate.
Al giorno d'oggi, non avendo mai sparato un colpo, la Fortezza di Trento è stata sostanzialmente dimenticata sia dalla memoria storica che collettiva. Sono stati pochi gli studi ad essa dedicati e solo pochi esperti di storia locale sono a conoscenza di ciò che fu la Fortezza di Trento e dei suoi luoghi. Tuttavia, molte delle opere permanenti sono ancora esistenti e visitabili e a partire dal 2014 sono cominciate ad esser disponibili pubblicazioni con studi approfonditi ed esaurienti. Questa nuova sensibilità nei confronti della Fortezza si riscontra anche in recenti interventi di restauro che stanno cercando di portare nuova luce sui luoghi della Fortezza e sul loro significato dopo anni di abbandono. Ad esempio la tagliata stradale di Civezzano è di proprietà del comune ed è stata restaurate nel 2013 (l'opera bassa fu demolita negli anni '20 del XX secolo per lavori di rettifica stradale), così come lo sbarramento del Bus de Vela (restaurato tra il 2006 e il 2008 e oggi adibito a museo), il Forte Tenna (2012) e il Forte Col de le Bene (2014). Altre, come le opere di Mattarello, giacciono in stato di semi abbandono in attesa di un restauro ma sono pubbliche e accessibili. Altre ancora, come il Forte Romagnano, il Blockhaus Doss di Sponde e la Batteria Martignano, sono stati adibiti ad abitazione o integrati in parchi privati. Una nota particolare va riservata al Forte San Rocco che, dopo la sua dismissione dal demanio militare negli anni '80 del XX secolo, fu ceduto in sinecura ad uno degli eredi di un operaio che partecipò alla sua costruzione. Questo privato si è occupato del suo mantenimento per diversi anni in attesa di un intervento del comune e della provincia di Trento per integrarlo all'interno del parco del Doss San Rocco. Tutta la miriade di postazioni campali, trincee od opere permanenti all'aperto, invece, costella ancora il territorio anche se alcune stanno lentamente cadendo vittima dello sviluppo urbano. Tuttavia, negli ultimi anni organizzazioni di volontari con il supporto degli enti locali si sono attivati per preservare e rendere accessibili molte di queste opere come il campo trincerato sul Monte Soprassasso e le opere sul Monte Celva.

### Stato attuale delle opere permanenti

#### Opere restaurate e visitabili
- Sbarramento Bus de Vela

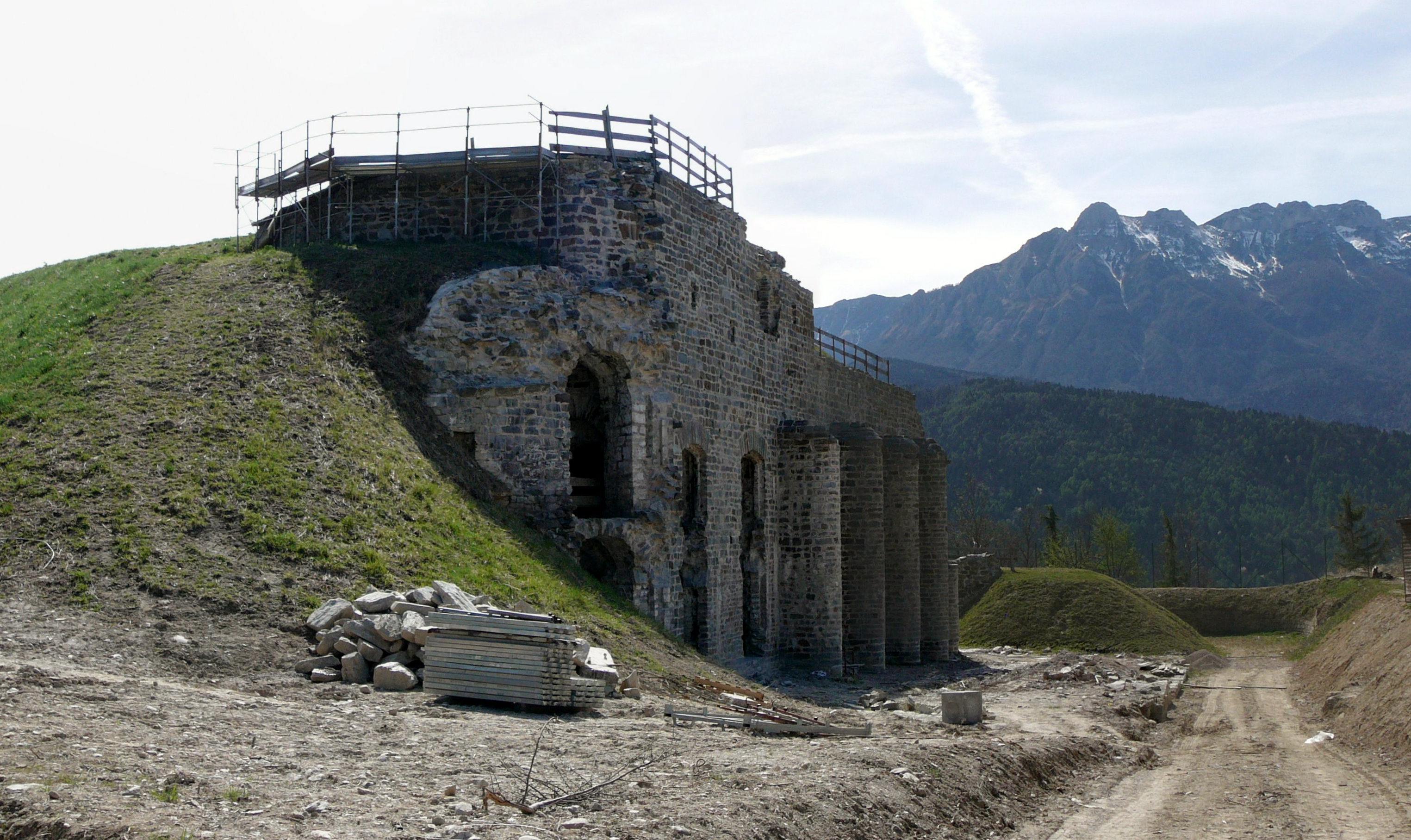
Il Forte Tenna durante i lavori di restauro.

- Tagliata stradale superiore di Civezzano

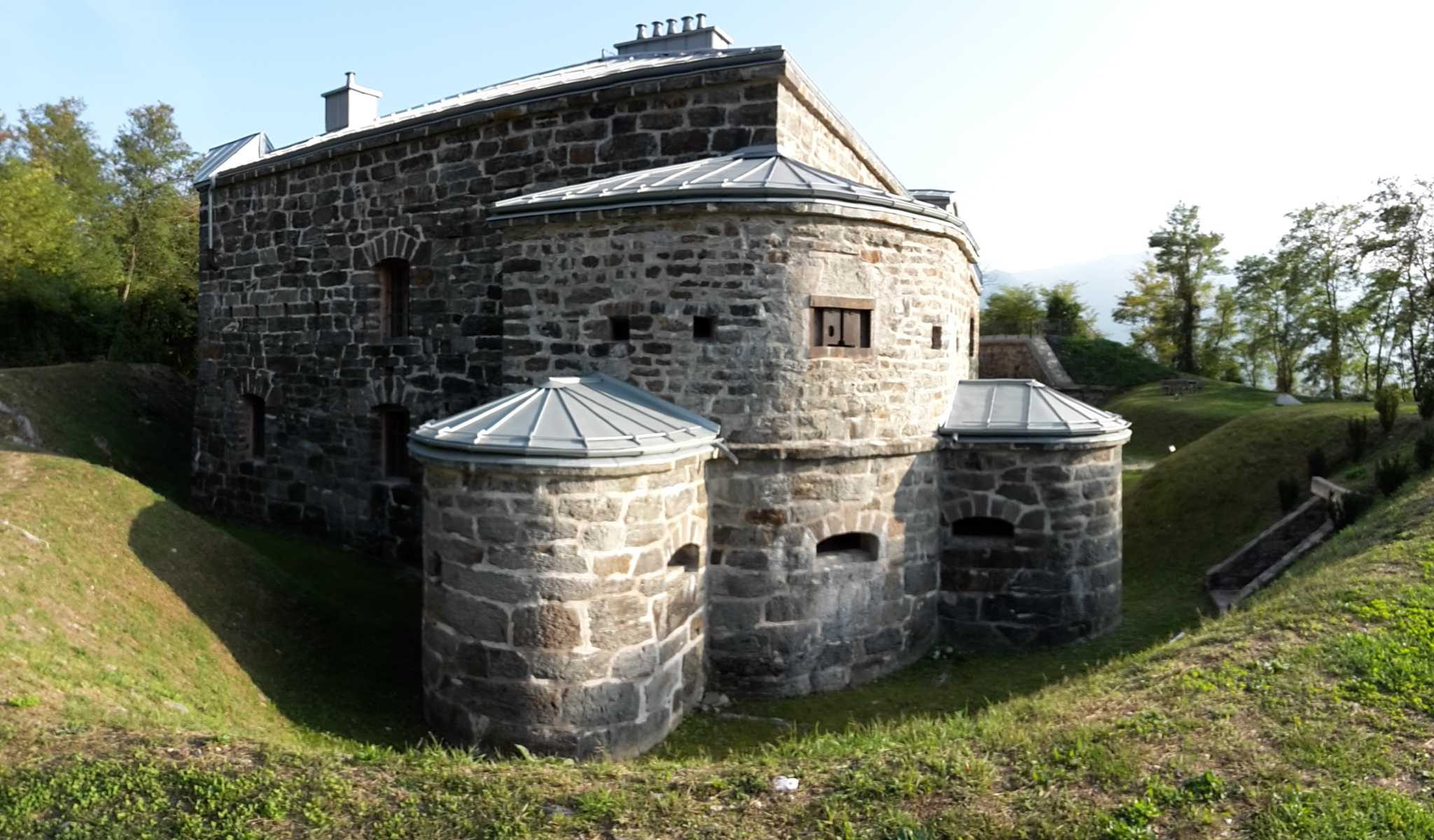
Il Forte Col de le Bene dopo il restauro.

- Batteria Roncogno
- Forte Busa Grande
- Forte Col de le Bene
- Forte Tenna

#### Opere in stato di semi-abbandono e/o ruderi ma visitabili
- Batteria di mezzo di Mattarello
- Forte Mattarello
- Batteria Marzola
- Blockhaus Maranza

#### Opere di proprietà privata non visitabili
- Forte Romagnano
- Blockhaus Doss di Sponde
- Batteria Martignano
- Batteria Brusafer
- Batteria Doss Fornas
- Forte San Rocco

#### Opere demolite e/o ruderi non visitabili
- Forte di Civezzano
- Tagliata stradale inferiore di Civezzano
- Sbarramento Rocchetta
- Batteria bassa di Mattarello
- Blockhaus Mandolin
- Batteria Candirai
- Forte Casara

### Libri
- Gian Maria Tabarelli, I forti austriaci nel Trentino, Trento, TEMI, 1988.
- Corrado Marzi e Tiziano Borsato, Trento città fortezza, Cremona, Persico, 2000.
- (DE) Erwin Anton Grestenberger, K.u.k. Befestigungsanlagen in Tirol und Kärnten 1860–1918, Wien, Verlag Österreich u. a., 2000, ISBN 3704615587.
- Leonardo Malatesta, La guerra dei forti, Chiari (BS), Nordpress, 2003, ISBN 8888657118.
- Anna Menestrina, Diario da una città fortezza: Trento 1915-1918, Trento, Fondazione Museo Storico del Trentino, 2004, ISBN 8871970721.
- Volker Jeschkeit, La Fortezza di Trento, Trento, Curcu & Genovese, 2008, ISBN 9788889898437.
- Volker Jeschkeit, Il Calisio e la Grande Guerra, Trento, Curcu & Genovese, 2009, ISBN 9788889898628.
- Volker Jeschkeit, Le linee avanzate della Fortezza di Trento, Trento, Curcu & Genovese, 2010, ISBN 9788896737149.
- Volker Jeschkeit, Il fronte orientale della Fortezza di Trento, Trento, Curcu & Genovese, 2011, ISBN 9788896737088.
- Volker Jeschkeit, Il fronte occidentale della Fortezza di Trento, Trento, Curcu & Genovese, 2012, ISBN 9788896737576.
- Volker Jeschkeit, La storia del Forte Busa Grande 1906–2018, Vignola Falesina, Comune di Vignola Falesina, 2019, ISBN non esistente.
- Morena Dallemule (a cura di), Il recupero dei forti austroungarici trentini, Trento, Provincia Autonoma di Trento, 2014, ISBN 9788877023797.
- Volker Jeschkeit, Il fronte meridionale della Fortezza di Trento, Trento, Curcu & Genovese, 2014, ISBN 9788868760502.
- Volker Jeschkeit, Trento 1915-1918: la città militarizzata, Trento, Curcu & Genovese, 2016, ISBN 9788868760557.
- Elena Tonezzer (a cura di), Città Fortezza, Trento, Fondazione Museo Storico del Trentino, 2016, ISBN 9788871972091.
- Luca Caracisti (a cura di), Sui sentieri della Fortezza di Trento, Trento, Fondazione museo storico del Trentino, 2016, ISBN 9788871972114.
- Nicola Fontana (a cura di), Memorie in divisa. Ufficiali austroungarici in Trentino al tempo di Francesco Giuseppe, Trento, Società di studi trentini di scienze storiche, 2017, ISBN 9788881330461.
- Nicola Fontana, La regione fortezza, Rovereto, Museo storico italiano della guerra, 2016.
- Lorenzo Gardumi (a cura di), L'ultimo anno: 1917-1918, Trento, Fondazione Museo Storico del Trentino, 2017, ISBN 9788871972459.
- Diego Leoni (a cura di), Cosa videro quegli occhi! Uomini e donne in guerra: 1913-1920, Rovereto, Laboratorio di storia di Rovereto, 2018, ISBN 9788897402558.

### Pubblicazioni
- Nicola Fontana, Daniel von Salis-Soglio I.R. direttore delle opere di fortificazione a Trento (1867-1871), in Annali del Museo storico della guerra, n. 7, Rovereto, 2001,  pp. 145-150.
- Luca Filosi, Trento durante la Prima Guerra Mondiale: città ospedale e problematiche igienico-sanitarie, in Annali del Museo storico della guerra, n. 26, Rovereto, 2018,  pp. 7-36.

### Fondi archivistici
- Archivio di Stato di Trento Archiviato il 22 aprile 2019 in Internet Archive.
- Archivio Storico del Comune di Trento Archiviato l'11 maggio 2019 in Internet Archive.
- Archivio Storico del Museo della Guerra Archiviato l'11 maggio 2019 in Internet Archive.
- Österreichisches Staatsarchiv Wien Archiviato il 22 aprile 2019 in Internet Archive.
- Tiroler Landesarchiv Innsbruck

### Mostre
- Trento Città Fortezza Archiviato il 15 maggio 2019 in Internet Archive. - Le Gallerie di Piedicastello (Trento)
- L'ultimo Anno: 1917 - 1918 - Le Gallerie di Piedicastello (Trento)
- I trentini nella guerra europea - Le Gallerie di Piedicastello (Trento)
- Cosa videro quegli occhi! Uomini e donne in guerra: 1913 - 1920 - Museo civico di Rovereto (Rovereto)